# Église Notre-Dame de Bar-le-Duc
Pour les articles homonymes, voir Église Notre-Dame.
L'église Notre-Dame est une église située à Bar-le-Duc dans le département de la Meuse en région Lorraine.
Construite et remaniée sur plusieurs siècles, entre les XIe et XVIIIe siècles, l'église est un ensemble de plusieurs styles architecturaux. Plus ancien édifice religieux de la ville, il fut également jusqu'en 1787 sa seule église paroissiale. 
L'église est classée aux monuments historiques depuis le 19 février 1981, et elle possède de nombreux objets également classés.

## Situation géographique
L'église Notre-Dame se trouve sur la rive droite de l'Ornain, dans le quartier Notre-Dame de Bar-le-Duc, en Ville Basse. Il s'agit du plus vieux quartier de la ville, là où s'est développé la station gallo-romaine de Caturiges le long de la voie romaine Reims-Metz (actuelle rue des Romains).

## Histoire

### Moyen Âge (duXIeauXVesiècle)

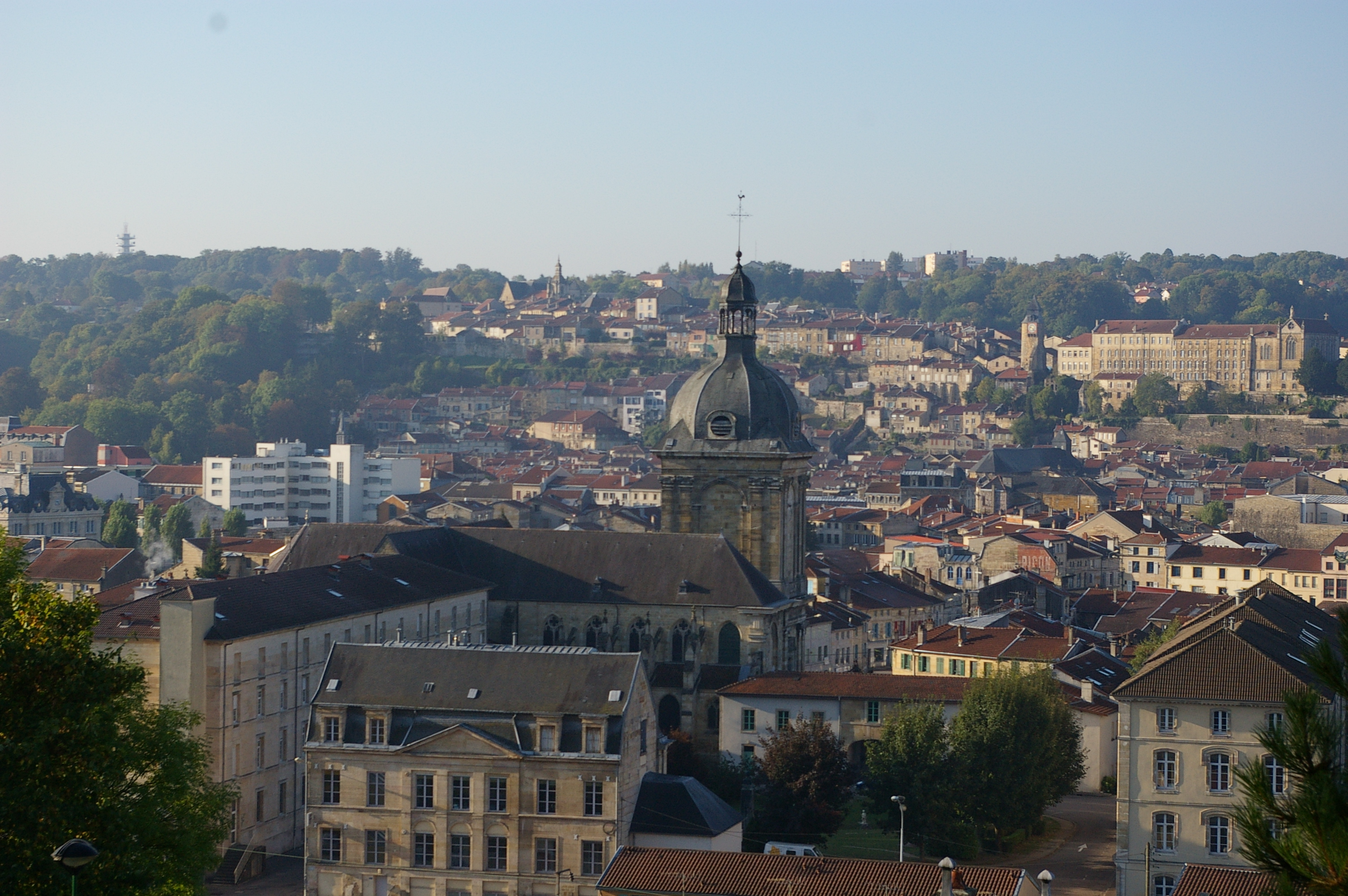
Clocher de l'église Notre-Dame dominant la ville.

En 1088, la comtesse de Bar Sophie fonde le prieuré bénédictin Notre-Dame à l'emplacement d'un premier sanctuaire dédié à la Vierge. Le prieuré dépend alors de la riche abbaye de Saint-Mihiel. Les relations entre les moines et les habitants sont définies par une charte de l'évêque de Toul, Pibon. Ce dernier nomme le prieur comme curé de la paroisse, qui délègue l'animation de la vie paroissiale à un vicaire.
Il n'y a pas de documents sur la construction ou l'agrandissement de l'église avant la fin du XIVe siècle. Les styles architecturaux sont tout ce qui peut donc être utilisé pour établir sommairement les étapes des travaux.
L'église est construite du XIe au XIIe siècle dans le style roman, et suit le plan de l'abbatiale Saint-Michel de l'abbaye de Saint-Mihiel. Les piliers des deux tours carrées situés sur la travée de la nef à côté du transept datent de la fin du XIe siècle. Le double transept s'ouvrant sur un chœur à double travées avec des chapelles disposées le long de l'abside sont construits au XIIe siècle.
Au XIIIe siècle, le transept, le chœur et ses chapelles collatérales sont remaniés dans un style gothique aux influences champenoises. La travée entre les deux tours est voûtée et les deux collatéraux de la nef sont construits.
En 1299, la chapelle dédiée à Saint Jean-Baptiste et Sainte Madeleine est fondée dans le portique de l'église par Jean II d'Ourches et Isabelle d’Épinal. Bâtie hors d’œuvre, elle s'étend sur deux travées entre le porche actuel et le bras du transept, le long du collatéral sud.
En 1383, le duc de Bar Robert Ier fait reconstruire la nef. Du côté sud de l'édifice, à la hauteur de la 2e travée, la nouvelle entrée principale est aménagée dans l'axe de le rue Bar-la-Ville. La tour sud est couronnée d'une flèche garnie de plomb, haute de 135 pieds (environ 41 m) qui domine toute la ville. L'église est finalement achevée au début du XVe siècle selon un document de 1623

### Temps modernes (duXVIeauXVIIIesiècle)

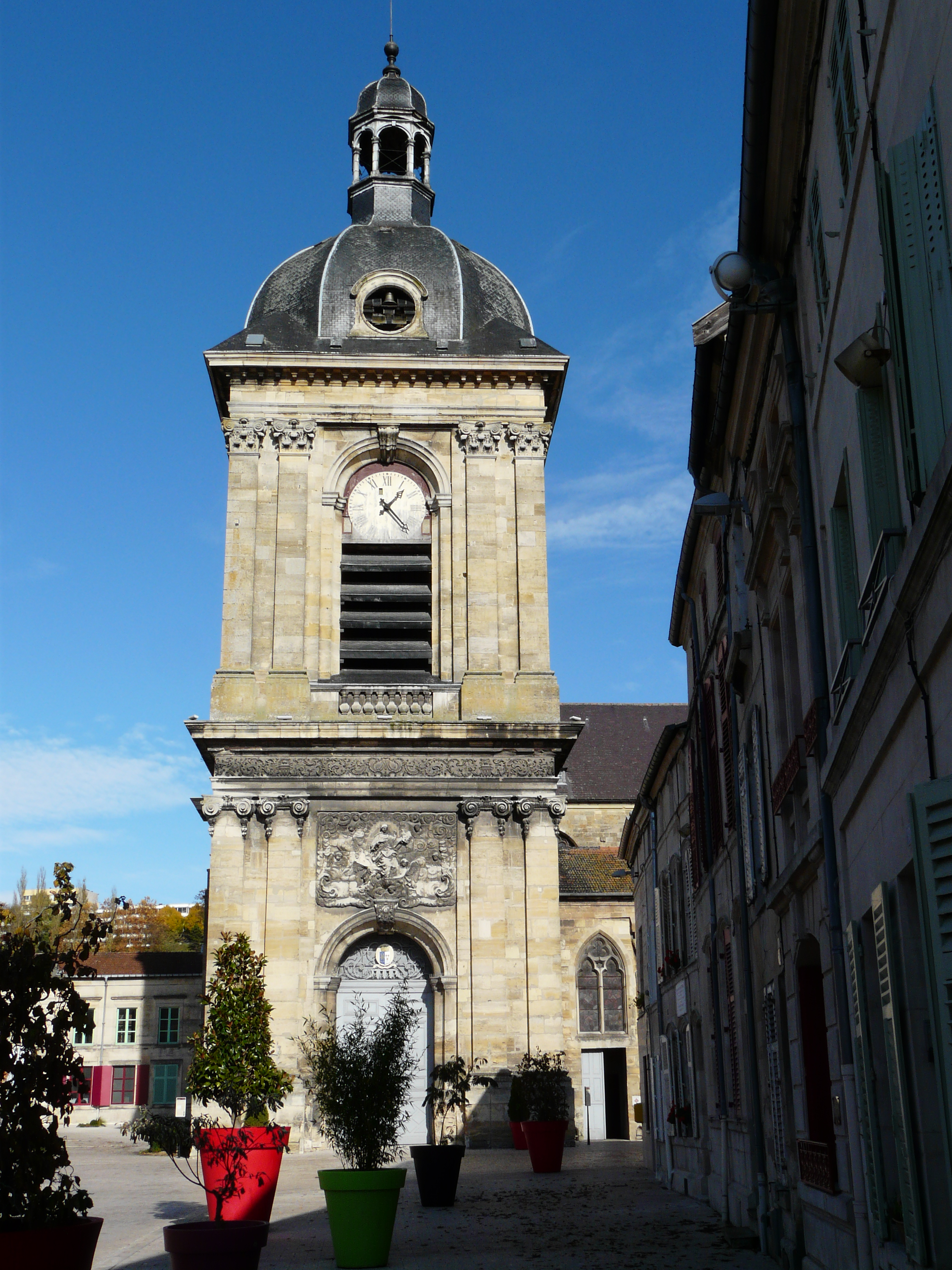
Clocher-porche du XVIIIe siècle.

En 1540-1541, Jean Preudhomme, receveur général du Barrois, crée la chapelle Notre-Dame de Lorette, qui s'étend sur trois travées le long du collatéral nord.
Le 14 mars 1619, la foudre cause un violent incendie qui détruit la longue flèche en plomb de la tour sud et fait fondre les six cloches. Pour mettre fin au feu, les barisiens n'ont d'autre choix que de saper au canon d'artillerie les parties embrasées. Le 18 mars, les habitants décident de restaurer le clocher, et en 1620, six nouvelles cloches sont fondues dans la ville. Le projet de reconstruire la flèche est abandonné quand les moines bénédictins refusent de payer une partie de la facture. En 1626, le plomb de l'ancienne flèche est vendu, et en 1628, il est décidé que le nouveau clocher aurait une couverture d'ardoise.
L'église va connaitre de nombreuses autres transformations au XVIIe siècle : certaines voûtes sont refaites, de grandes baies sont percées pour laisser la lumière entrer, les fenêtres existantes sont élargies et les vitraux anciens sont remplacés par des vitres blanches.
En 1717, la tour nord, devenue inutile et dangereuse après avoir servi de colombier, est entièrement démolie. Au même moment, l'avenir de la tour sud, montrant des signes d'affaissement, est en discussion. Les architectes vont se succéder de 1723 à 1725 pour l'examiner, et finalement le 29 janvier 1725, le Conseil de Ville décide de la démolir. Le projet de Guénon, architecte du duc de Bar et de Lorraine Léopold Ier, est de reconstruire un clocher à l'extrémité ouest de la nef, mais la ville en décide autrement. Le frère Nicolas Pierson, architecte de plusieurs abbayes, est chargé de superviser la construction d'un clocher-porche à la place du porche gothique du duc Robert dans l'axe de la rue Bar-la-Ville. L'édifice de trois étages doit superposer trois ordres architecturaux (ionique, corinthien et composite). La première pierre est posée le soir du 11 mai 1728 par le comte de Ham, gouverneur de la ville et du château de Ban, représentant le duc Léopold, et est bénie par Dom Belguillaume, prieur et curé de Notre-Dame, représentant l’évêque de Toul. Le premier étage de la tour est achevé en octobre 1734. L'architecte Baligand y constate des tassements, dû à la mauvaise qualité des pierres, et déconseille de construire les étages supérieurs. Finalement, les travaux sont terminés en 1743-1744, et le clocher-porche est réduit à un seul étage qui accueille les cloches, couronné d'un dôme à lanternon couvert d'ardoises.
Le 21 septembre 1751, le sculpteur Louis Humbert est chargé de créer un haut-relief sur l'Assomption qui doit surmonter le nouveau portail. En 1776, plusieurs travaux d'entretiens sont exécutés sur la maçonnerie, la toiture, le pavage, et les vitraux.

### Révolution française et Empire (XIXesiècle)
À la Révolution française, l'église est relativement épargnée par rapport à d'autres édifices religieux de la ville qui se retrouvent détruits. En 1793, elle est transformée en temple de la Raison, et sert de lieu pour les fêtes civiques et patriotiques. Durant cette période, l'église subit des dégradations et se voit dépouillée de son mobilier. 
L'église retrouve sa fonction première en 1802. En avril de cette année, Mgr d'Osmond, nouvel évêque de Nancy et de Verdun, fête la réconciliation des deux clergés, constitutionnel et réfractaire.

### Époque contemporaine (depuis leXIXesiècle)
Au XIXe siècle, les abbés successifs mettent en œuvre des travaux de restauration. L'abbé Barry (1836-1853) s'occupe des chapelles du Rosaire et de Notre-Dame de Lorette, des fonts baptismaux, et dote l'église de sa sonnerie. L'abbé Gallet (1853-1867) refait le pavé, la chapelle Saint-Joseph, et installe la chaire à prêcher, le grand orgue et la petit orgue. Le chœur est complètement restauré par l'architecte Birglin pour retrouver son aspect primitif (d'avant le XVIIe siècle), et de nouveaux vitraux colorés sont commandés au maitre-verrier Laurent-Charles Maréchal.
En juillet 1866, l’évêque de Verdun Mgr Rossat accueille l’impératrice Eugénie de Montijo, épouse de l'empereur Napoléon III, et le prince impérial Louis-Napoléon Bonaparte, son fils, pour célébrer le centenaire de la réunion des duchés de Bar et de Lorraine au royaume de France.
Après 1870, les dons des fidèles et de l’État permettent de faire de nouvelles restaurations. La nouvelle toiture perd le clocheton au-dessus du chœur, le transept est entièrement refait, le badigeon est retiré, certains piliers sont reconstruits, et l'édifice retrouve peu à peu son style du XIVe siècle.
Le Jeudi 19 novembre 1914, l'évêque de Verdun, Mgr Charles Ginisty, célèbre la messe à destination des poilus engagés dans le conflit.
Le 19 février 1981, l'église est classée au titre des monuments historiques.

## Architecture

### Extérieur

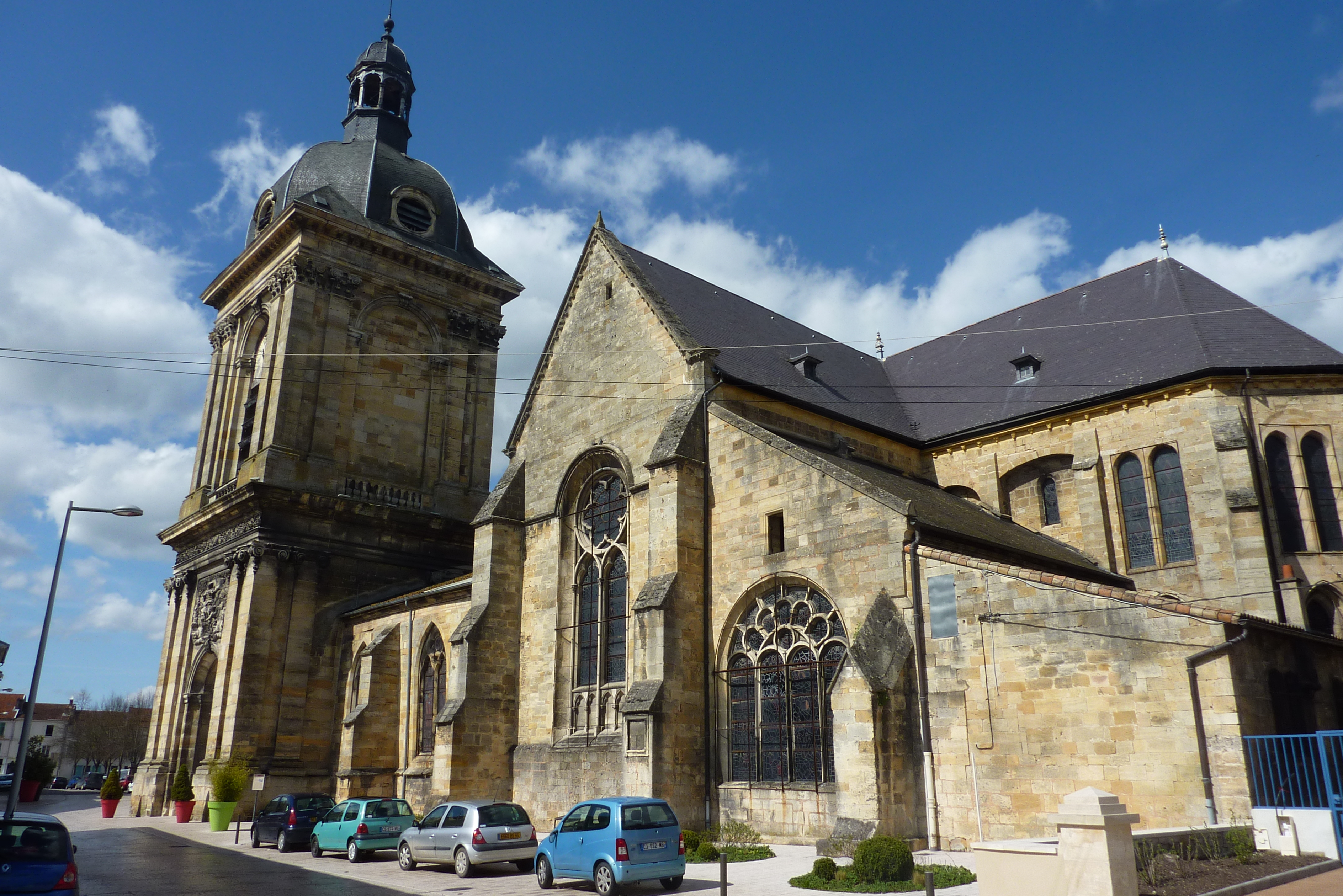
Façade sud de l'église et clocher-porche.

Construite sur plusieurs siècles, l'église Notre-Dame cumule les styles architecturaux. La majeure partie de l'édifice utilise de la pierre de Ville-sur-Saulx, tandis que la façade ouest et le clocher-porche sont édifiés avec des pierres de Brillon-en-Barrois, Savonnières-en-Perthois et Ville-sur-Saulx.
Longue de 50 m et large de 37,40 m, l'église est orientée sur un axe proche de celui Ouest-Est, et compte trois entrées. L'entrée originale est située à l'extrémité ouest de la nef, mais n'est plus utilisée, remplacée par une autre entrée construite sur la façade sud de l'édifice, dans l'axe de la rue Bar-la-Ville. À l'époque moderne, une troisième entrée est construite à travers une ancienne chapelle, juste à côté de la deuxième entrée.

#### Façades
La façade ouest de l'église, reconstruite en 1728, est de style classique. Elle est constituée de deux portes symétriques en dessous d'un arc roman fermé. Une corniche couronne une frise à triglyphes. Les deux ailes sont surmontées de balustrades et sont percées d’oculus et de baies thermales.

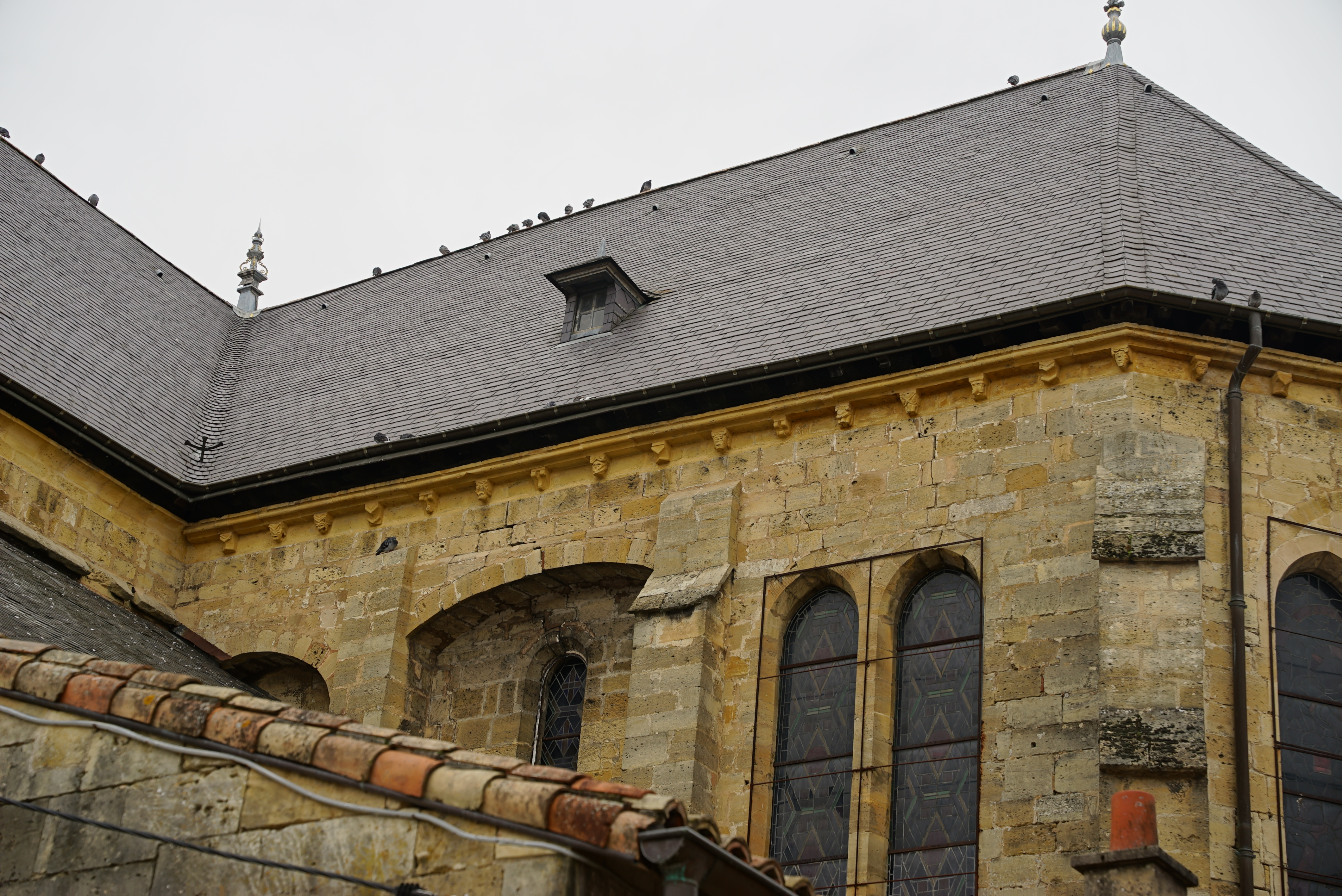
Modillons sur l'abside sud.

Sur la façade nord, il est possible de voir le long du collatéral la nef, les contre-butées, et les arcs-boutants soutenus par des contreforts massifs décorés de pinacles et de gargouilles. Sur le croisillon nord du transept, il y a des vestiges de l'époque romane : des anciennes ouvertures murées, des contreforts amortis en glacis, des corniches à modillons simples ; et un larmier de l'époque gothique.
Sur la façade sud, la construction de la chapelle extérieure, la démolition de l'ancien clocher, et la réfection des toitures ont dissimulé les arcs-boutants de la nef. Le croisillon sud du transept est soutenu par de larges contreforts du gothique, et possède sur le double rampant du pignon une corniche décorée de petits personnages.
La façade est possède des contreforts d'angle à double glacis, creusés en larmiers, datant du gothique. La corniche moulurée est supportée par des modillons simples, comme ceux sur le transept. Au niveau du chœur, deux arcs de décharge saillants s'ouvrent sur deux petites fenêtres cintrées.

#### Clocher-porche

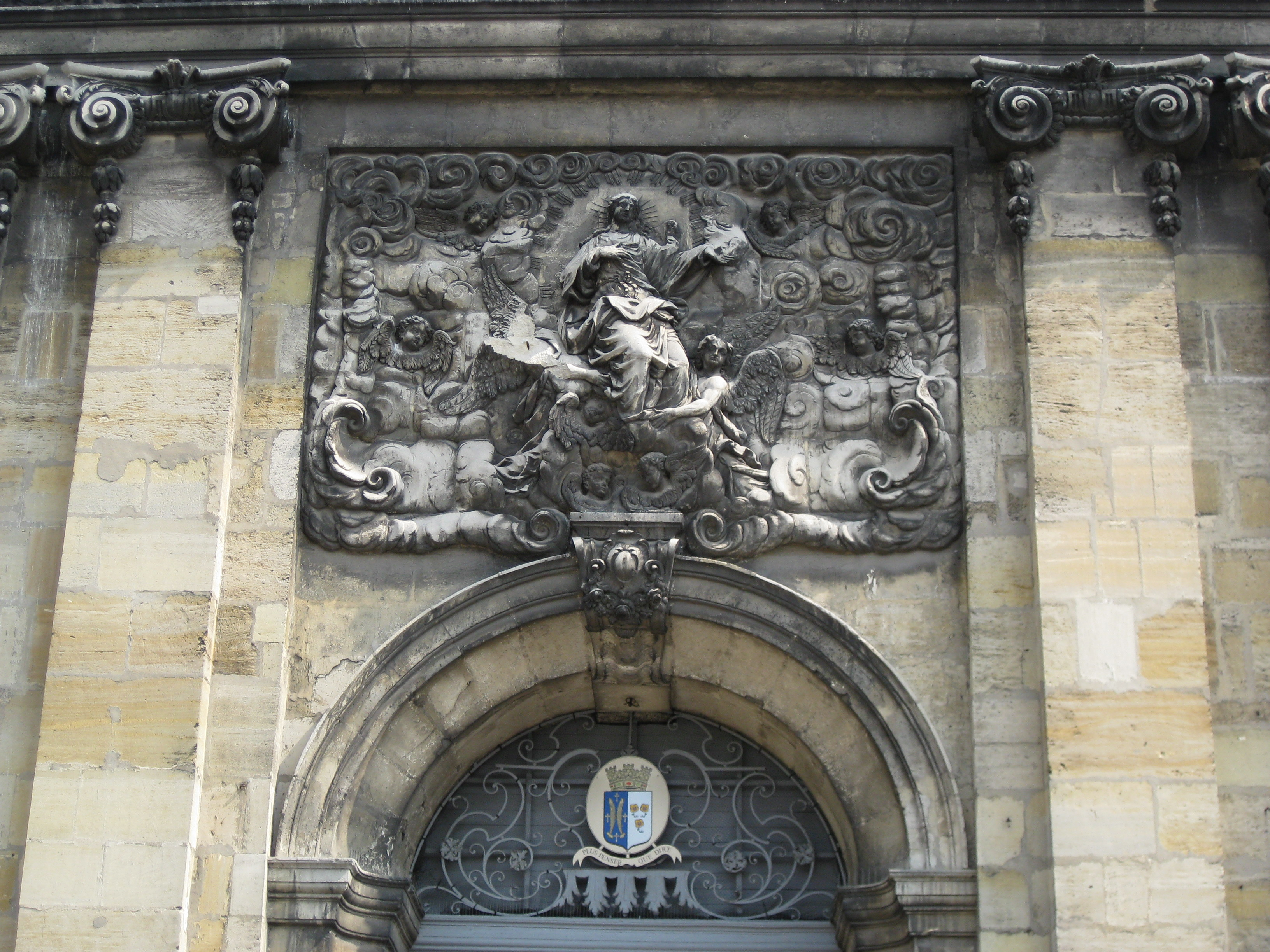
Haut-relief de l'Assomption de la Vierge de Louis Humbert (1751) au-dessus du porche d'entrée.

Le clocher-porche est situé en hors d’œuvre au sud de l'église, dans l'axe de la rue Bar-la-Ville. Le rez-de-chaussée est de style ionique tandis que le premier et seul étage est de style corinthien. Le clocher est chapeauté d'un dôme en charpente à lanternon couvert d'ardoises. L'étage possède une seule fenêtre d'ouverte, les autres étant murées. Le porche d'entrée à coupole nervée est cantonné de quatre niches et fermé par une porte à clef saillante.
Le porche d'entrée est surmonté depuis 1751 d'un haut-relief de l'Assomption de la Vierge par le sculpteur Louis Humbert.
Le clocher renferme au total huit cloches sous son dôme : trois petites sonnent uniquement les quarts d’heure, demi-heures et heures, et cinq grosses, fondues par Royer à Bar-le-Duc, sonnent « à la volée », :
- Cloche no 1 (bourdon) : Marie-Pauline, si♭, 1845, 2 459 kg[9]
- Cloche no 2 : Marie-Augustine, ut, 1845, 1 729 kg
- Cloche no 3 : Marie-Grégorienne, ré, 1845, 1 273 kg
- Cloche no 4 : Marie-Louise-Joséphine-Basilienne, mi♭, 1850, 1 029 kg
- Cloche no 5 : pas de nom, fa, 1844, 705 kg

### Intérieur

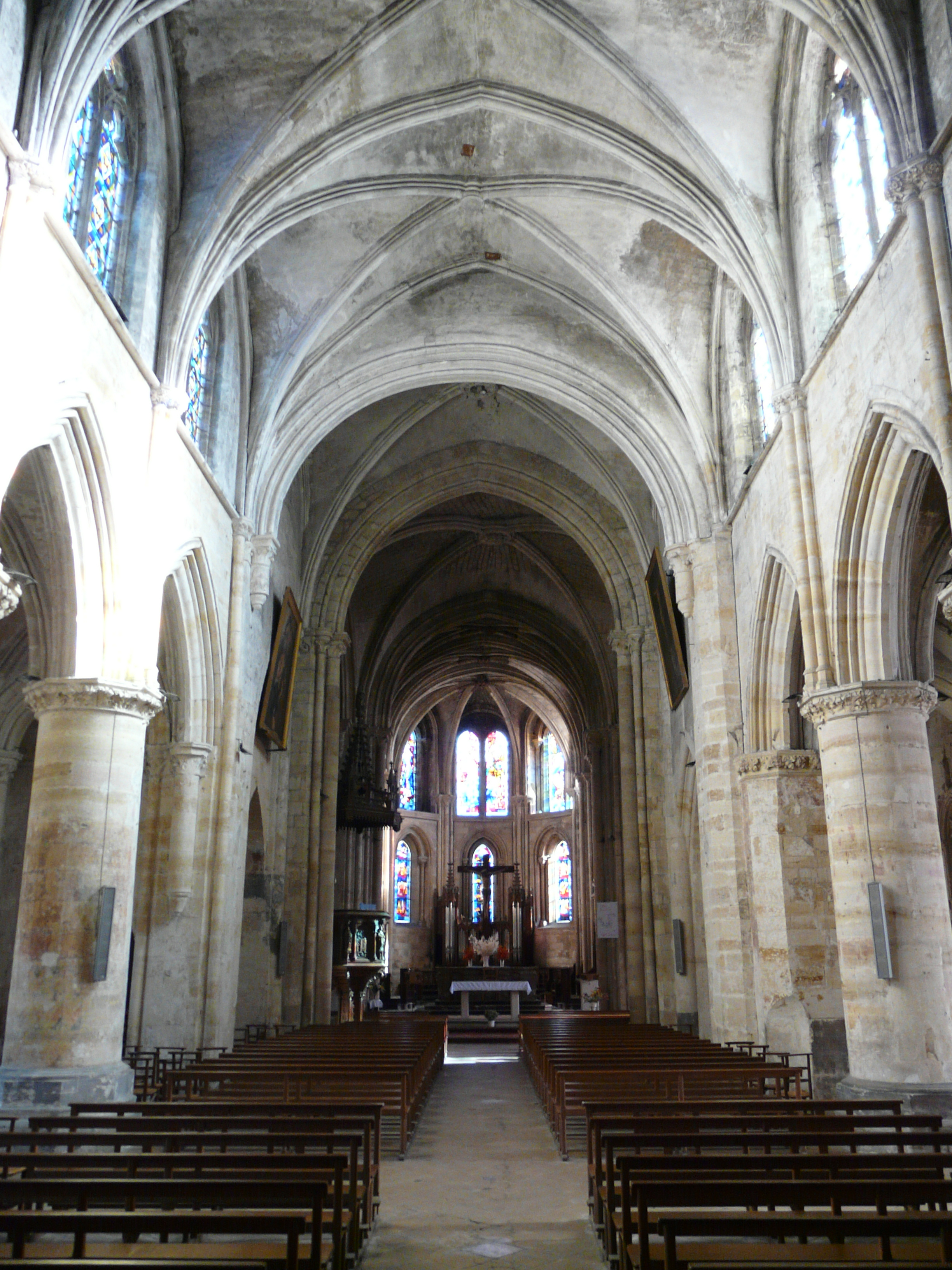
Nef et chœur de l'église.

#### Nef et collatéraux
La nef de l'église est composée de six travées encadrée de collatéraux étroits. Elle est longue de 26 m, large de 11 m et haute de 13,40 m. Deux styles architecturaux cohabitent dans la nef : la travée la plus proche du transept est voutée au XIIIe siècle tandis que les cinq autres travées sont reconstruites au XIVe siècle. Les travées sont délimitées par de grosses colonnes cylindriques dont les chapiteaux sont des polygones ornés de guirlandes de feuillage. Les piliers supportent des arcs en tiers point surmontés de vitraux. Les voutes de la nef sont à croisée d'ogives avec des clés de voûte plates.
Tout comme la nef, les collatéraux ne sont pas homogènes : les deux premières travées ont gardé leur style roman, tandis que les autres travées sont de style gothique. Dans la collatéral nord, une porte cintrée, aujourd'hui murée, permettait d'accéder au prieuré voisin. Dans le collatéral sud, une baie du XIIIe siècle encadrée de deux colonnettes, est murée à la suite de la construction d'une chapelle.
En hors d’œuvre, deux chapelles ont été ajoutées sur les collatéraux. La première, longue de deux travées, au sud, est la plus ancienne, datant du XIVe siècle. Les baies qui l'éclairent et les passages cintrés qui y mènent sont modernes. La présence d'un escalier en pierre menant à l'ancien clocher sud et les contreforts témoignent que la chapelle a été construite en hors-d’œuvre. La deuxième, longue de trois travées, au nord, est de style Renaissance, datant de 1541. Trois grandes baies cintrées garnies de colonnettes l'ouvrent sur le collatéral. La voûte plate portée par des arcs doubleaux est divisée en panneaux décorés de croix de Jérusalem. Les trois fenêtres sont jumelées autour d'un meneau,

#### Chœur

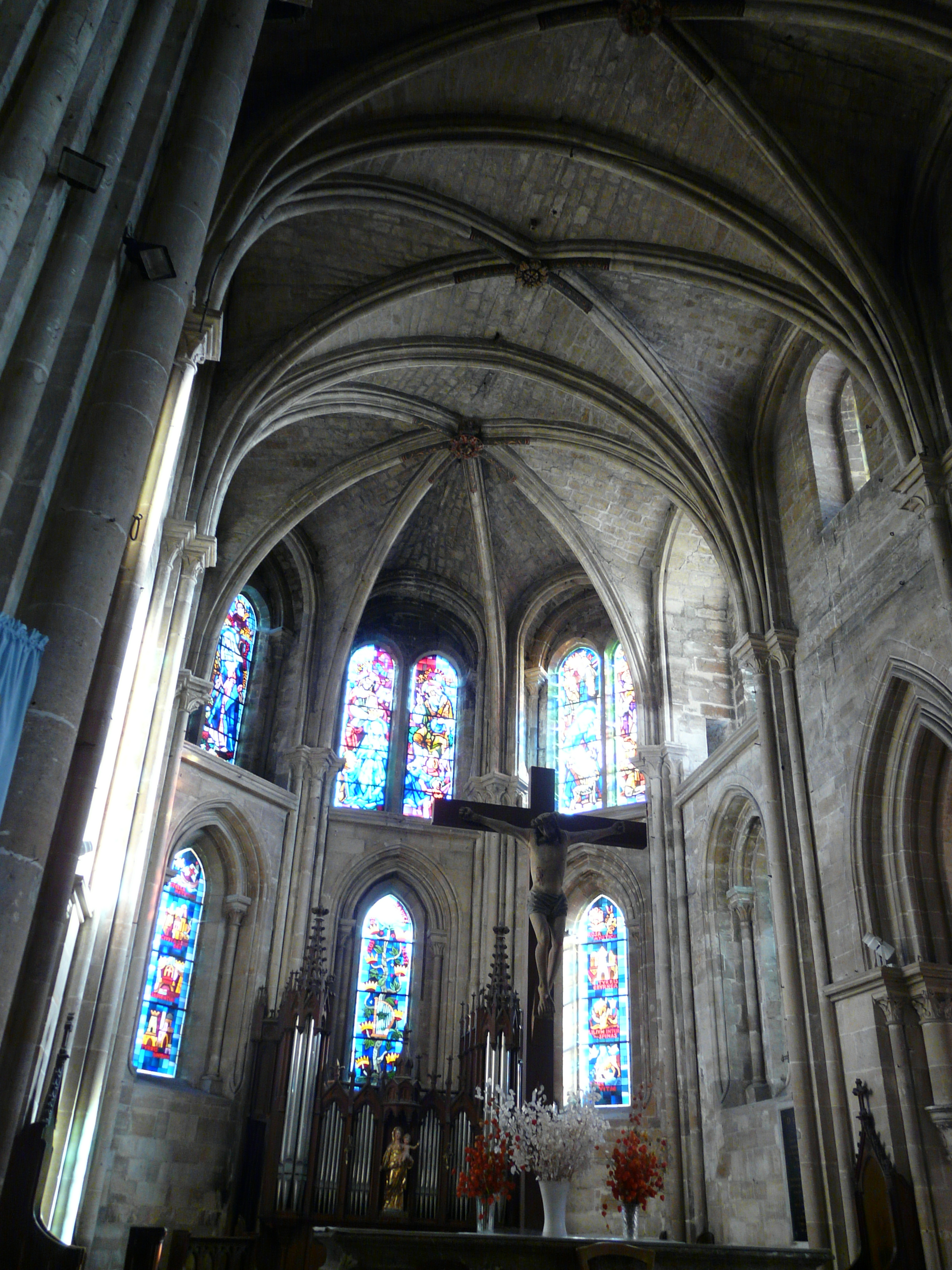
Chœur de l'église.

Le chœur est à deux travées terminé par une abside à cinq pans, et mélange le style roman et celui gothique. Le chevet possède deux séries de fenêtres superposées. Les fenêtres supérieurs sont géminées avec un arc légèrement brisé et s'inscrivent dans un ébrasement en forme de berceau cintré. Deux petites fenêtre de l'époque romaine éclairent la travée droite du chœur. Les voûtes sont à croisée d'ogives (six pour le rond-point et quatre pour chaque travée du chœur) supportées par des colonnettes.

#### Transept
L'église possède un double transept qui représente près de la moitié de la superficie de l'église. Quatre chapelles sont regroupées deux par deux le long de chaque croisillon. La Croisée du transept est encadrée par quatre grandes arcades en plein cintre qui reposent sur des pilastres massifs. Les quatre branches d'ogives se rejoignent autour d'un oculus qui permettait de laisser passer la cloche de l'ancien petit lanternon.
Le bras sud du transept est divisé en deux travées oblongues par un arc-doubleau. Les voûtes d'ogives, dépourvues d'arcs formerets reposent sur des colonnes ou sur l'ancien mur roman subsistant. Au niveau du collatéral sud, les contreforts de l'ancien clocher sont visibles. La fenêtre du mur pignon est à deux lamettes surmontée d'une rosace. Sur la façade est, deux arcades gothiques s'ouvrent sur deux chapelles latérales aujourd'hui réunies, et sont surmontées de deux petites baies cintrés aveugles à cause de la toiture des chapelles. Les chapelles à voûte d’arêtes sont éclairés par une ouverture moderne.

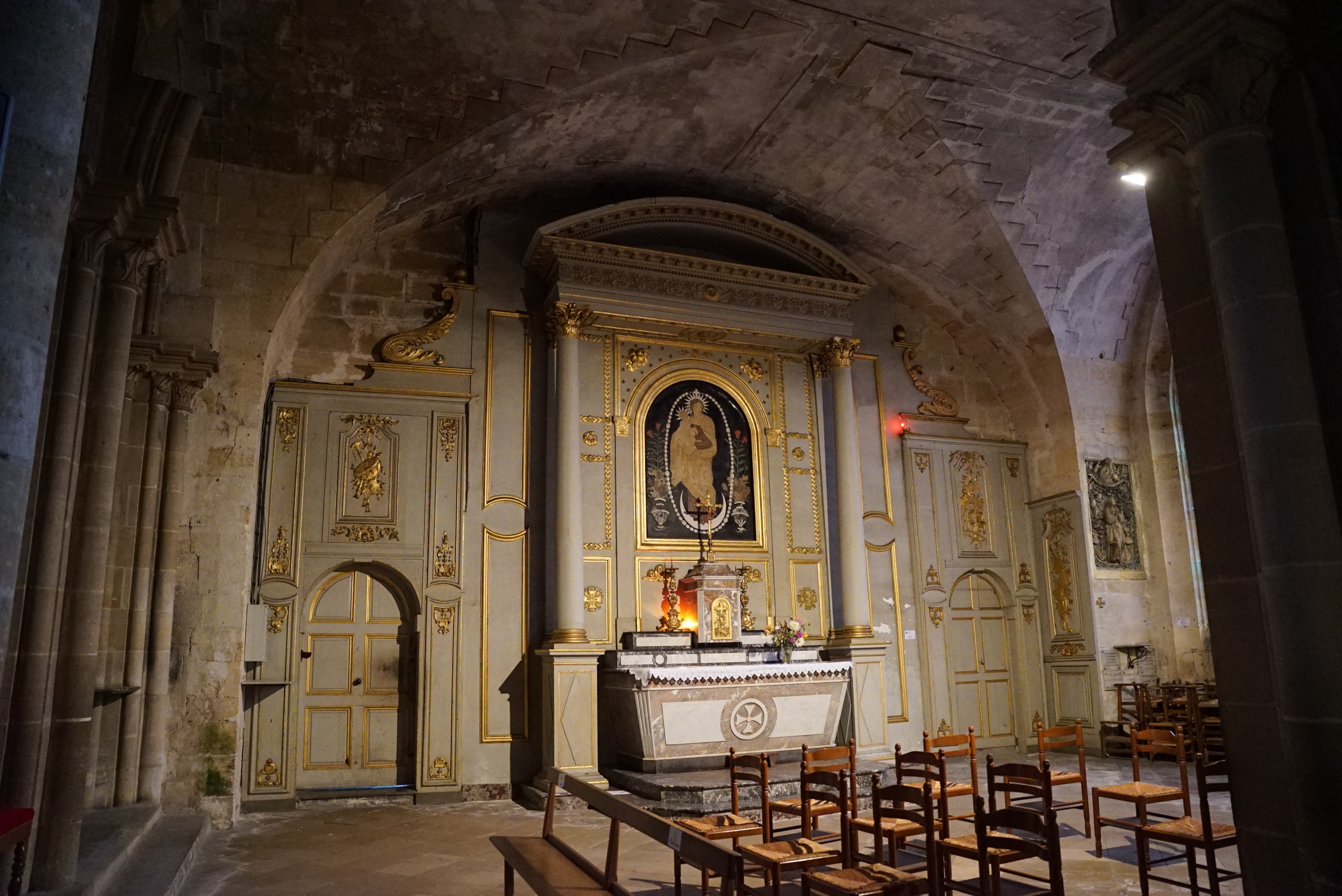
Chapelle du rosaire, transept sud,
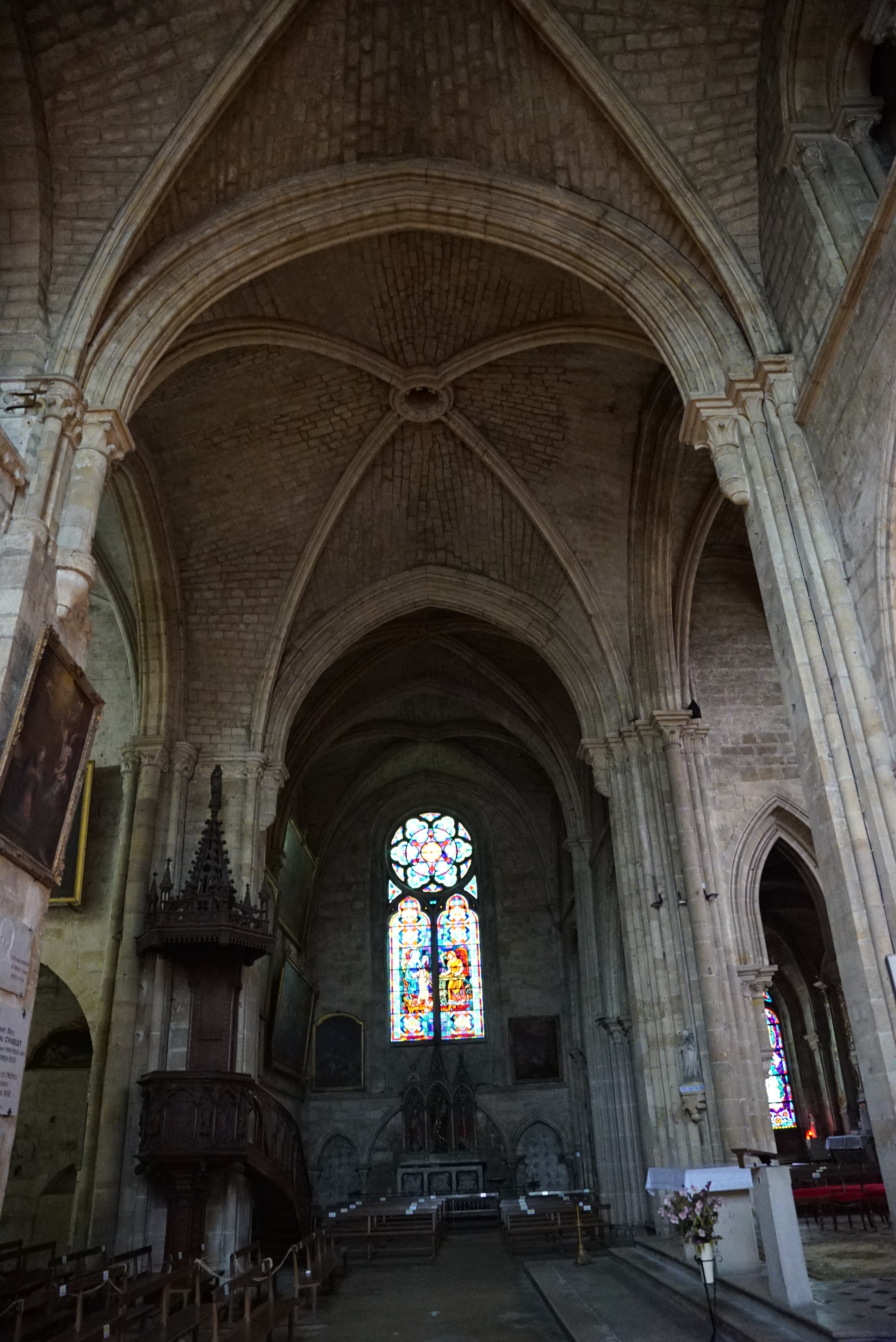
transept nord et autel à Joseph,
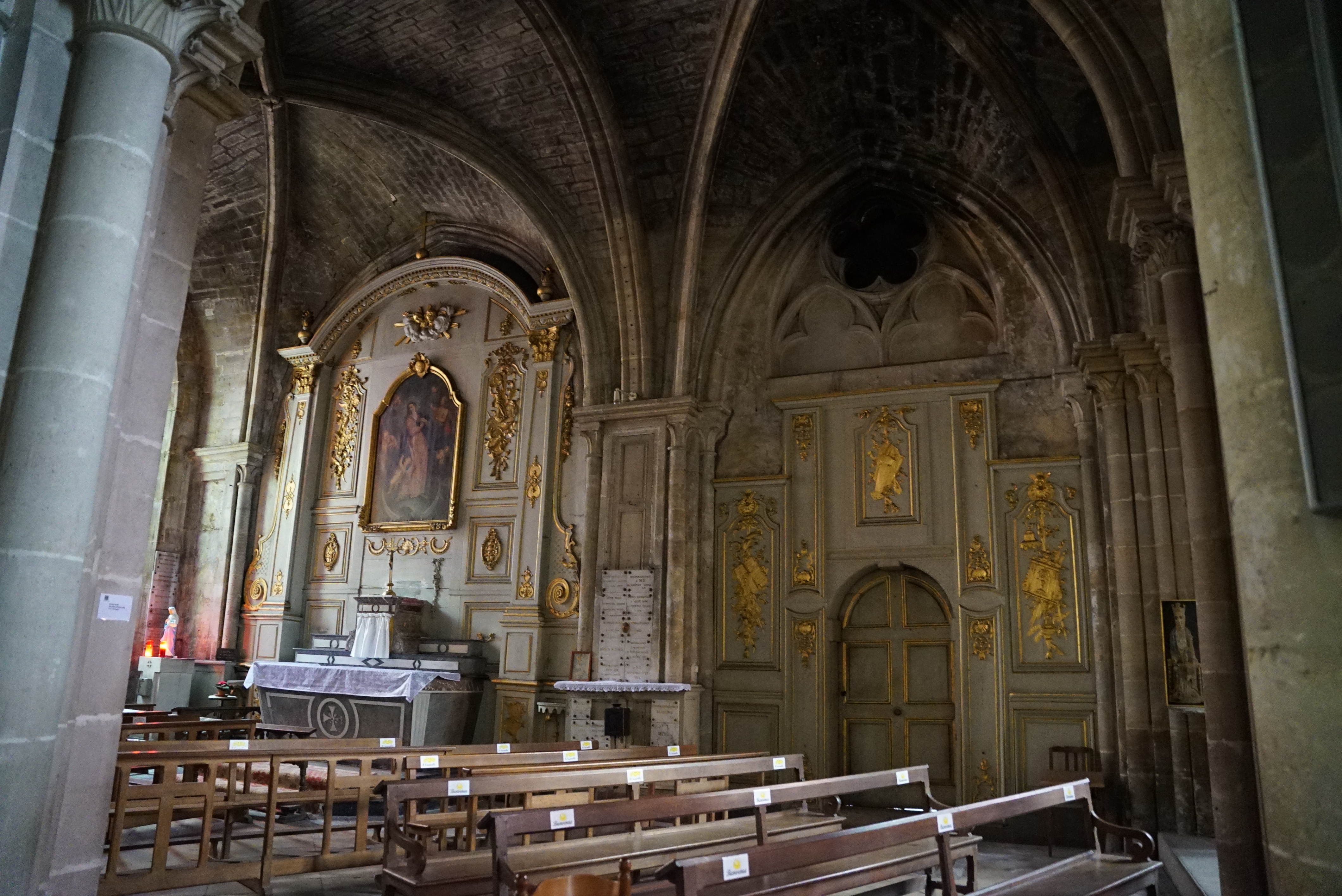
chapelle du transept nord.

Le bras nord présente quasiment les mêmes caractéristiques que le croisillon sud. Le mur pignon possède des arcatures gothiques à sa base. Sur la façade est, deux arcades s'ouvrent sur une chapelle unique qui possède les voûtes des deux travées gothiques. La fenêtre moderne n'est pas différente de celle du sud.

## Mobilier
L'église Notre-Dame compte 51 objets classés aux monuments historiques, dont 18 peintures et 11 sculptures, et 1 objet à l'inventaire général du patrimoine culturel.

### Sculptures

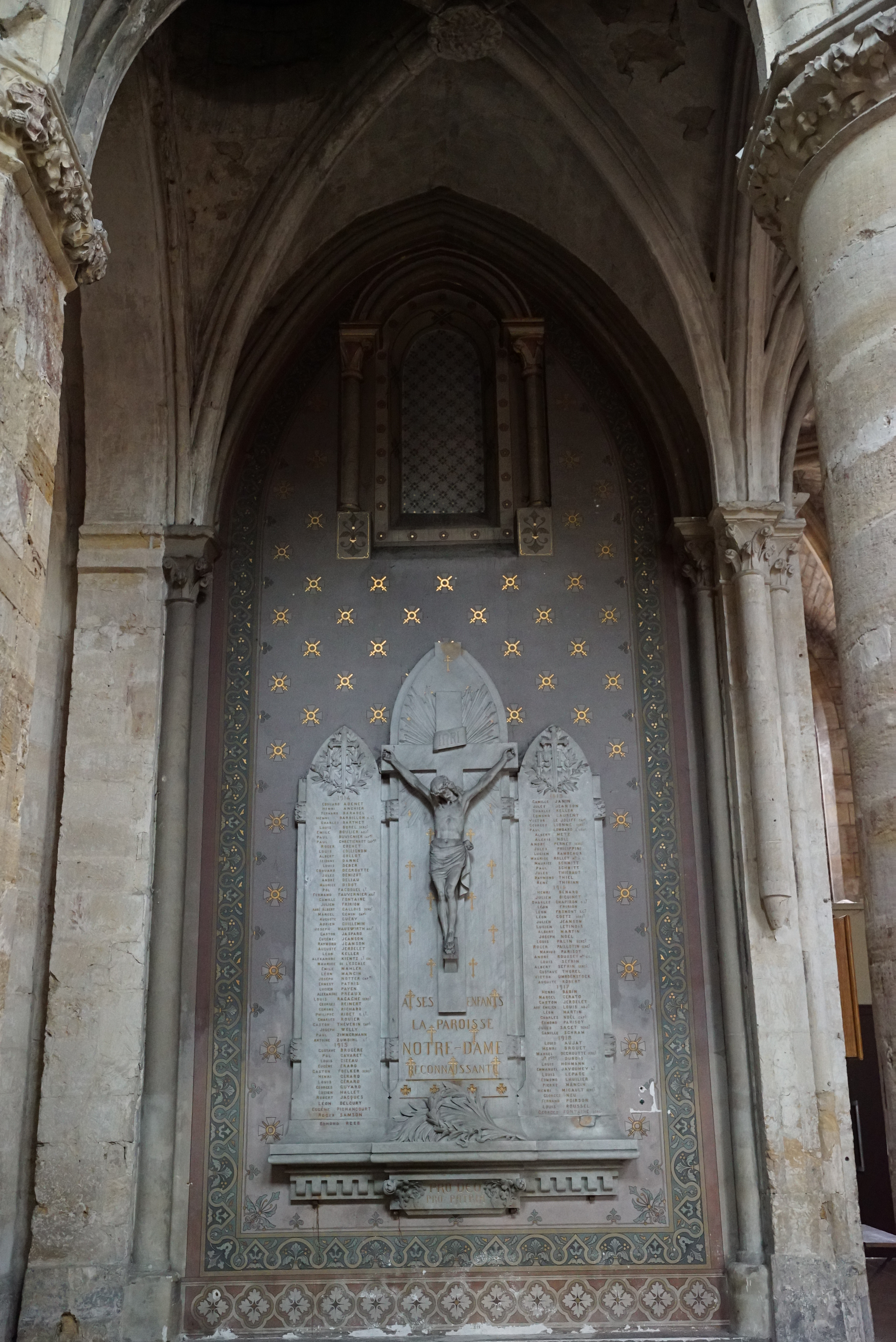
monument aux morts,
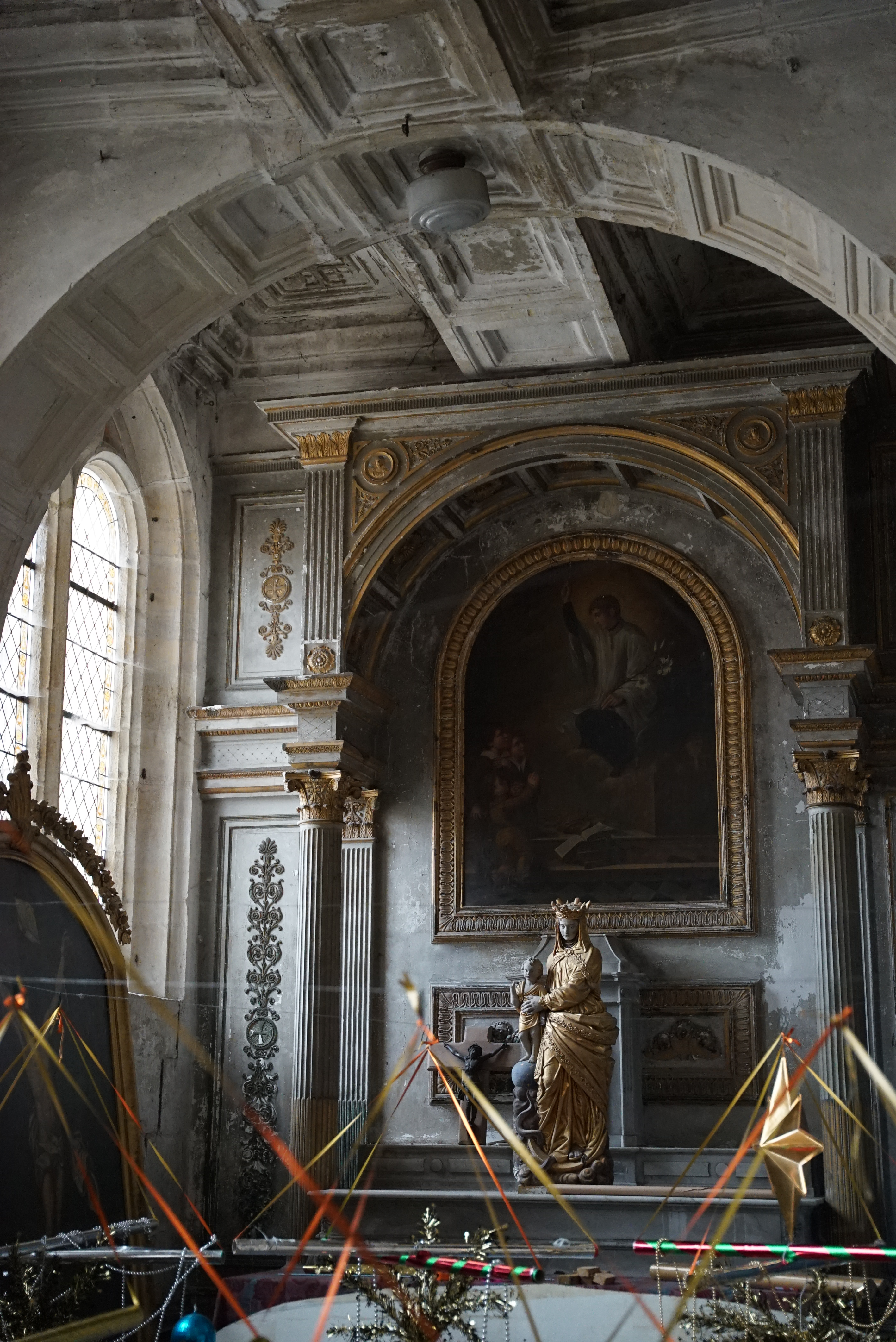
La chapelle de Gonzague.
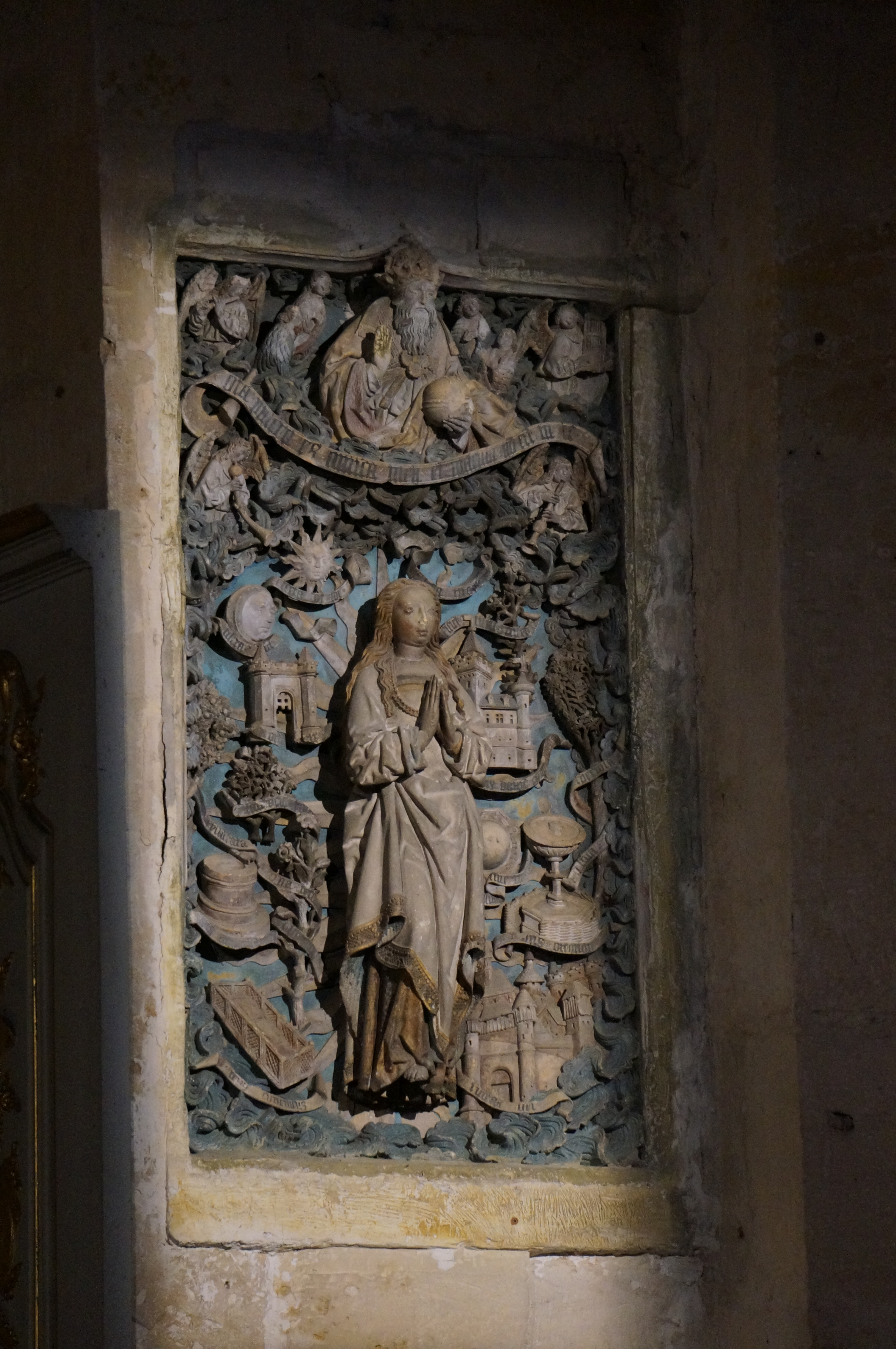
Vierge des litanies.
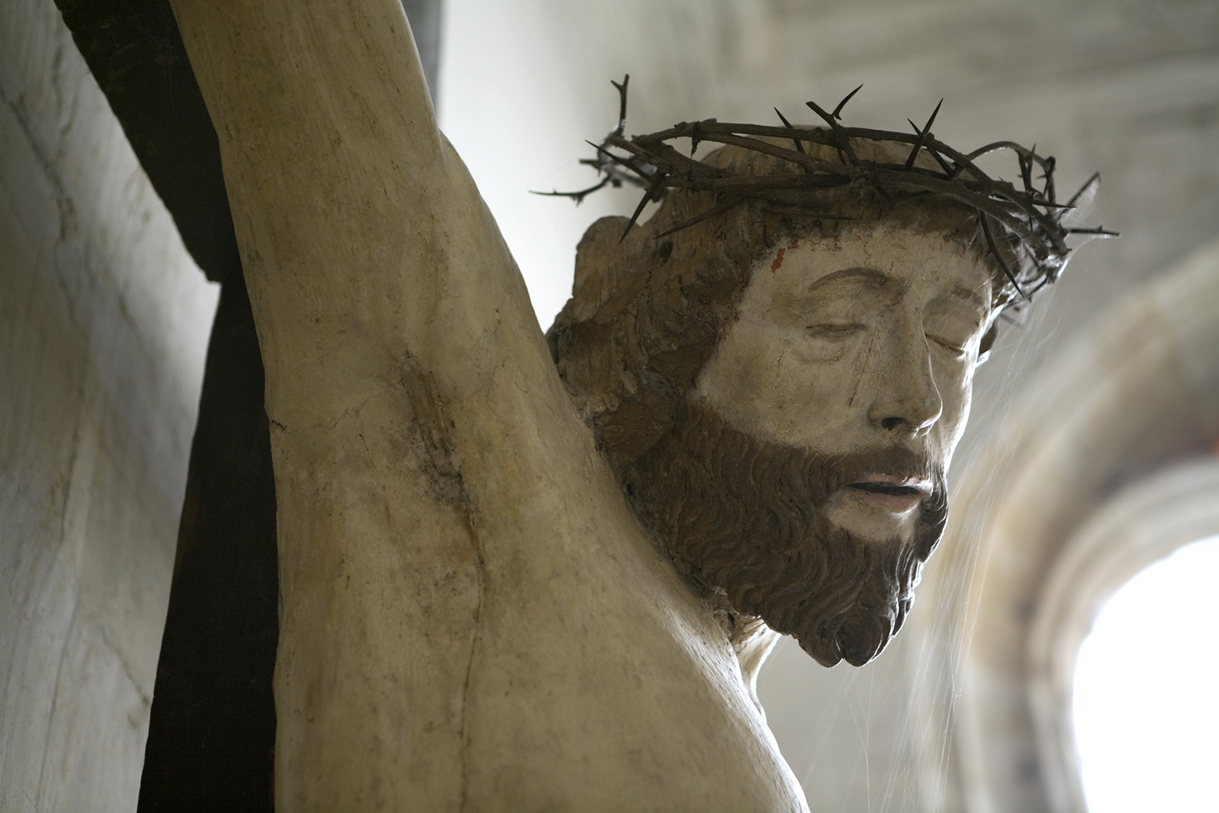
Christ en Croix de Ligier Richier (XVIe siècle).

La Vierge des Litanies est un bas-relief en pierre calcaire polychrome du sculpteur barisien Jean Crocq, réalisé entre la fin du XVe siècle et le début du XVIe siècle. Cette œuvre est inspirée d'une gravure publiée en 1505 par Thielman Kerver dans le recueil Heures de la Vierge à l'usage de Rome. La Vierge Marie, debout au centre, est entourée des quinze emblèmes de ses litanies : le soleil, la lune, l’étoile, le lys, le massif de roses, la tige de Jessé, le cèdre, l’olivier, le puits, la fontaine, le miroir sans tache, la tour de David, la porte du Ciel, le jardin clos, la Cité de Dieu. Au-dessus, entre les anges adorateurs et musiciens, le Père Éternel, couronné, tenant un globe du Monde dans sa main gauche, la bénit. La grande banderole contient les paroles : « Vous êtes mon amie et aucune tache n'est en vous. ». Le 21 novembre 1905, le bas-relief est classé à titre d'objet aux monuments historiques.
Le Christ en Croix est une statue en bois polychrome datant du XVIe siècle attribuée au sculpteur lorrain Ligier Richier. Elle proviendrait d'un calvaire. La couronne d'épines taillée dans la masse a été brisée et remplacée par des branchettes épineuses. Le 20 avril 1913, la statue est classée à titre d'objet aux monuments historiques.
La Descente de Croix est un groupe sculpté en bois polychrome du XVIe siècle qui représente la descente de croix du corps de Jésus-Christ. Cette œuvre aurait fait partie d'un retable plus important, aujourd'hui disparu. De style flamand ou brabançon, elle peut être mise en rapport avec le retable de la passion de Champdeuil. Le 1er août 1939, la sculpture est classée à titre d'objet aux monuments historiques. La sculpture se trouve aujourd'hui au Musée Barrois.
Dans la chapelle Notre-Dame de Lorette, dite de Saint-Louis de Gonzague, se trouve un ensemble de trois pierres funéraires en pierre calcaire du XVIe siècle représentant la Justice, un Miroir, et le Purgatoire. Le 28 juillet 1995, les trois œuvres sont classées à titre d'objet aux monuments historiques.
- Au centre, la Vanité au miroir est un bas-relief qui doit faire réfléchir le fidèle sur la vie et la mort, comme en témoigne la phrase : « Regardez-vous et considérez comme je suis ici vous serez. »[12]. Elle figure un crâne tenant entre ses dents un tibia, à l'intérieur d'un cercle. Chaque angle de la pierre est orné d'un crâne, et la partie inférieure de l’œuvre compte la citation : « Naître, labourer et mourir, l'on ne fait à la mort finir »[13],[20].
- À gauche, la Pesée des âmes montre une balance sur laquelle Satan, d'un côté, et un ange, de l'autre, appuient pour s'approprier l'âme du défunt. Un bandeau contient l'inscription suivante : « Leurs œuvres les ensuyvent »[13].
- À droite, le bas-relief montre le purgatoire : un ange, une croix mutilée et un personnage surmontent les défunts en enfer. En-dessous des flammes se trouvent l'inscription : « Pour les péchés que commet l'homme / Vivant en son mondain plaisir / Convient qu'il faut purger en somme / Avant qu'il puisse aux cieux venir. »[13].

## Annexes

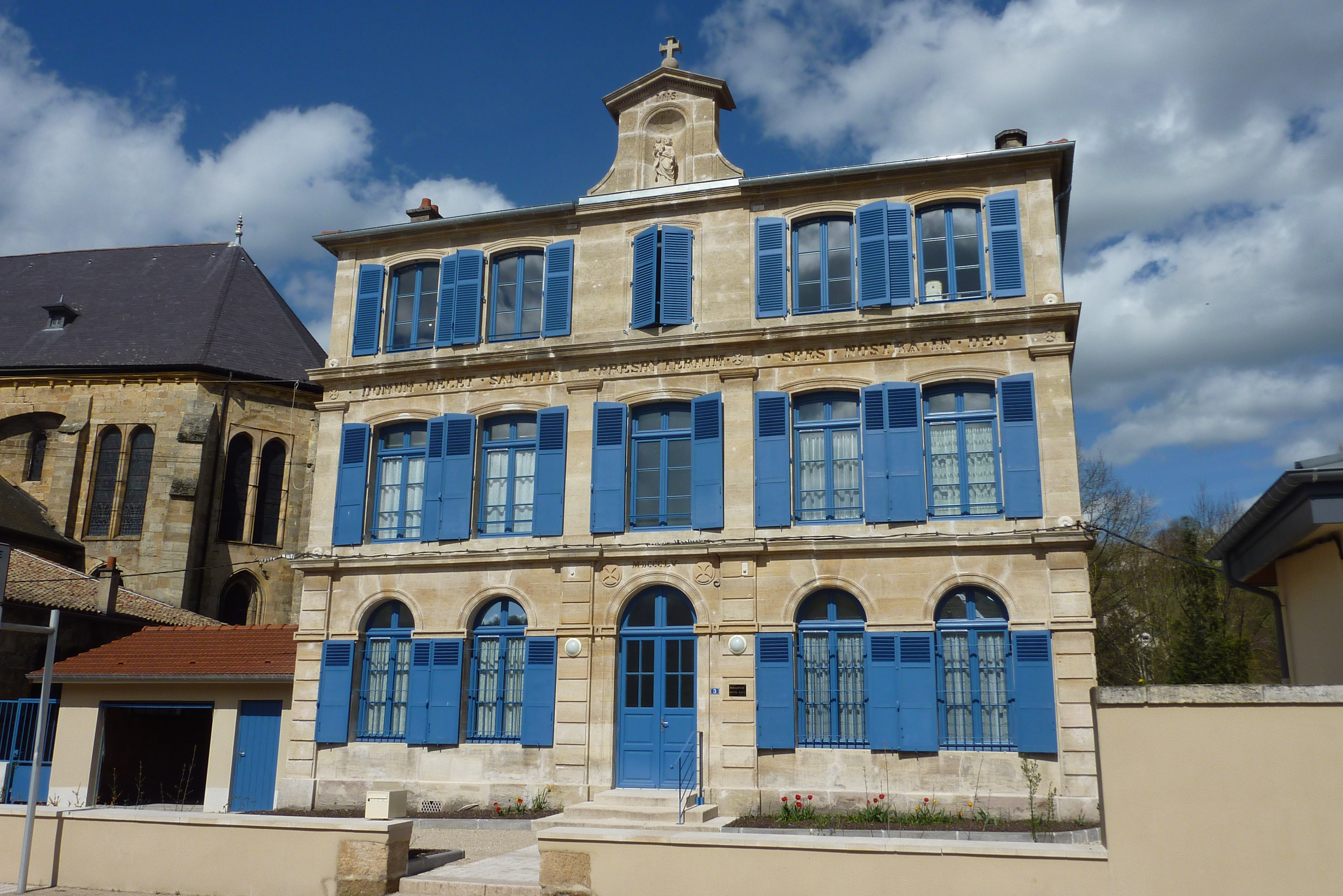
Presbytère de l'église.
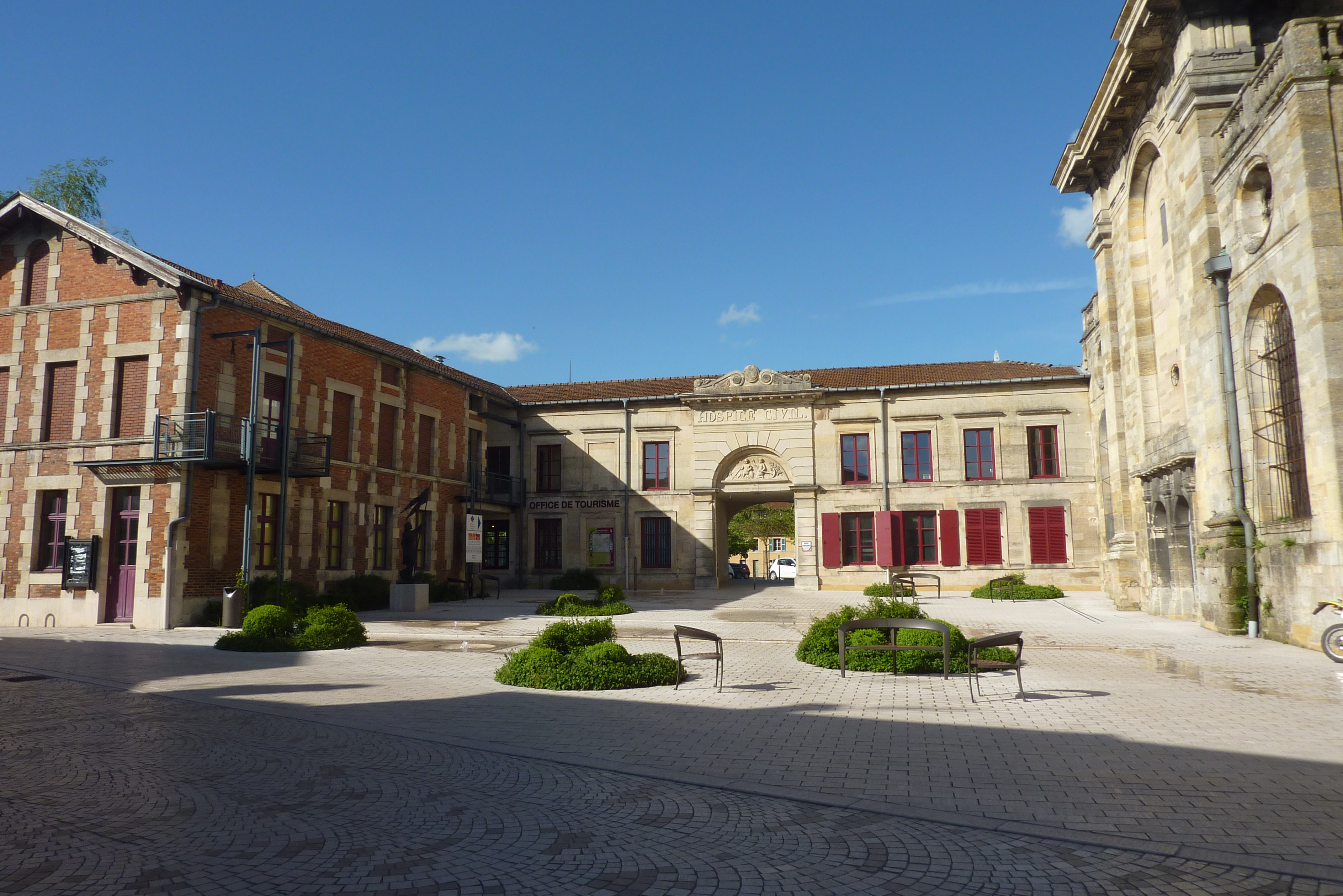
Parvis de l'office du tourisme et de la police municipale,
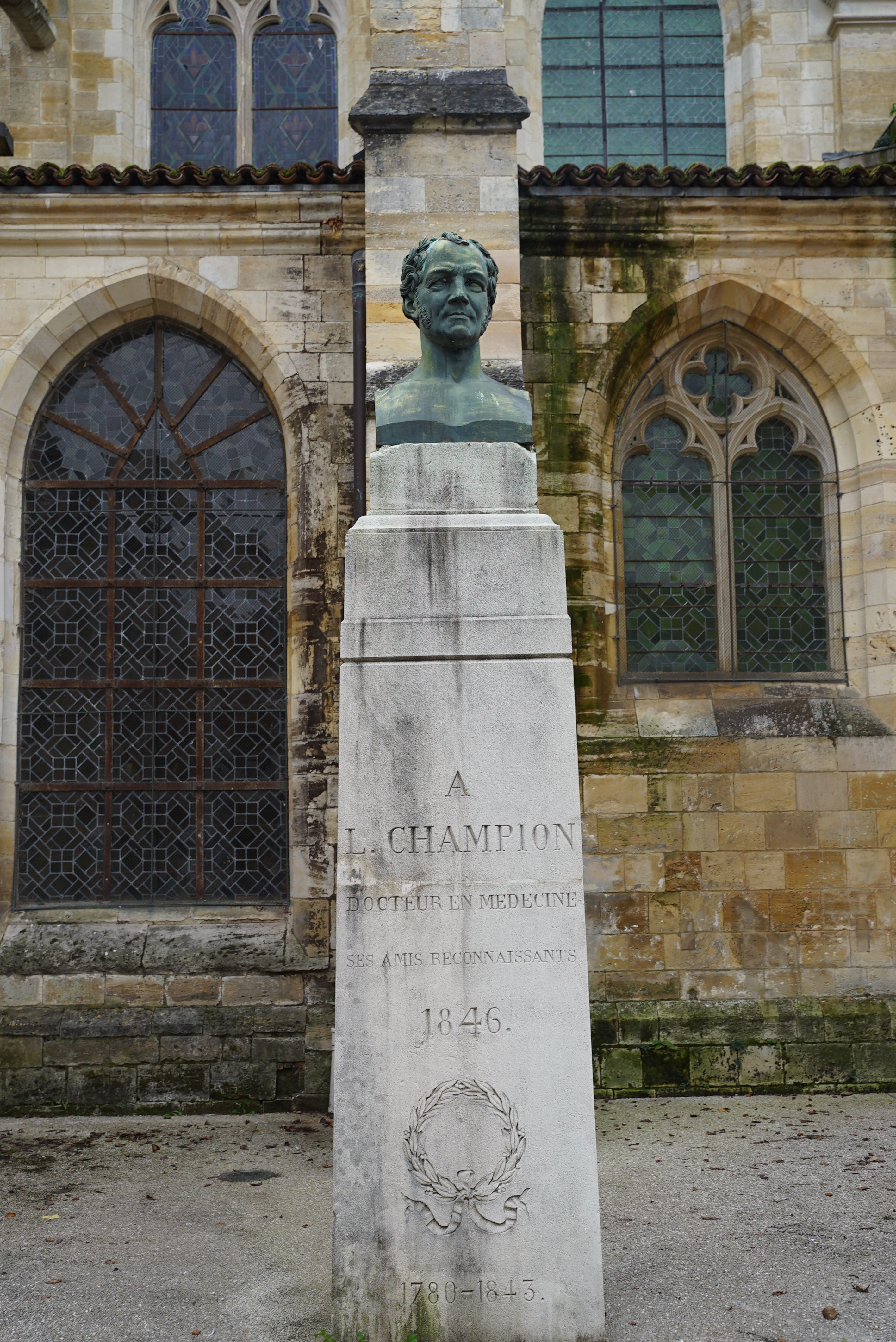
buste de Champion au nord,
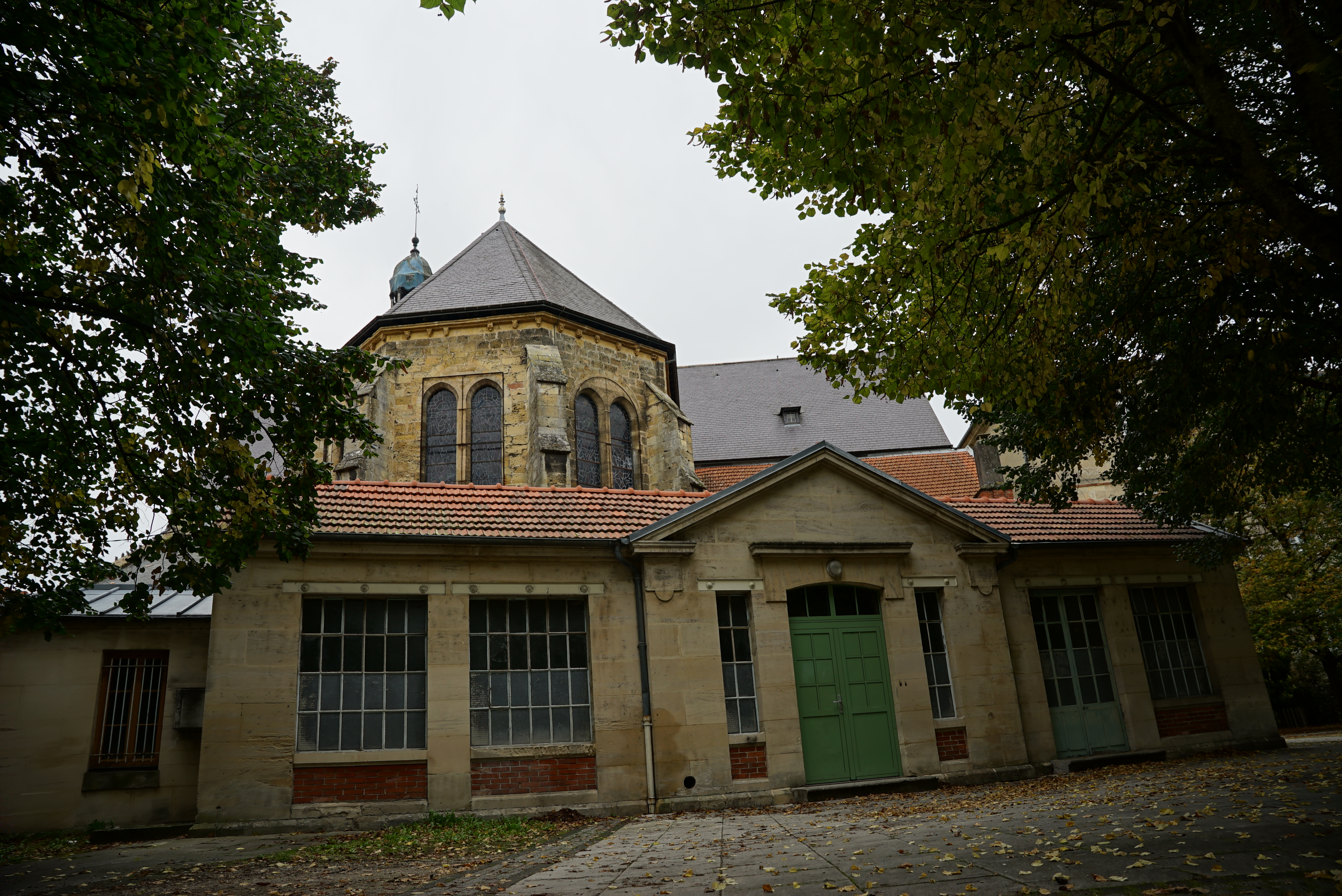
parc de l'ancien cimetière.

### Peintures
Plusieurs peintures de l'artiste local Louis Yard se trouvent dans l'église : Les Noces de Cana (XVIIIe siècle), L'Annonciation (XVIIIe), L'Ascension (XVIIIe), Le Christ guérissant les malades (XVIIIe) et La Résurrection de Lazare (XVIIe), ces deux derniers étant des copies de tableaux de Jouvenet,. Les trois premiers tableaux sont classés au titre d'objet aux monuments historiques le 8 juin 1964,,, et les deux derniers le 2 mai 1988,. 

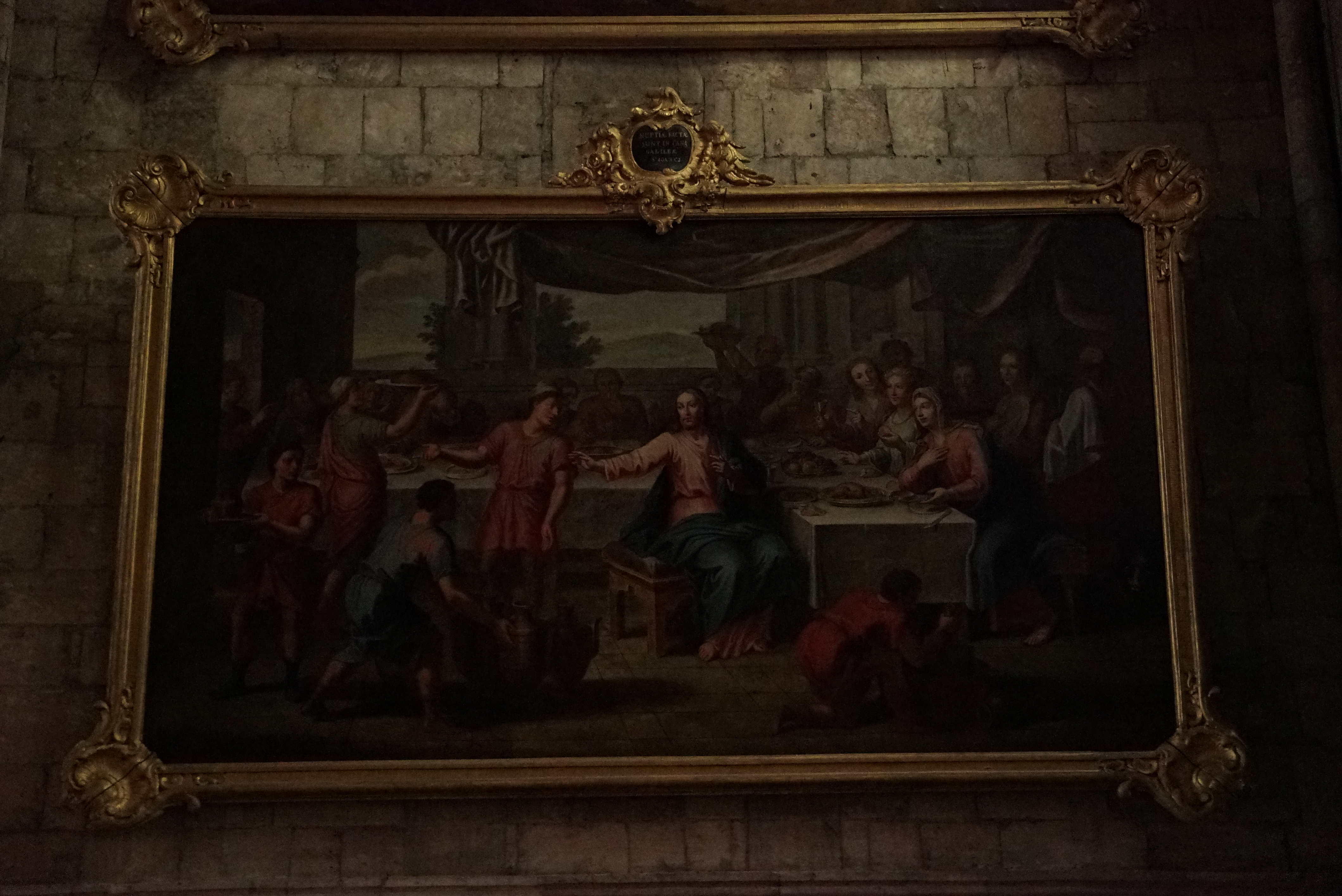
Noces
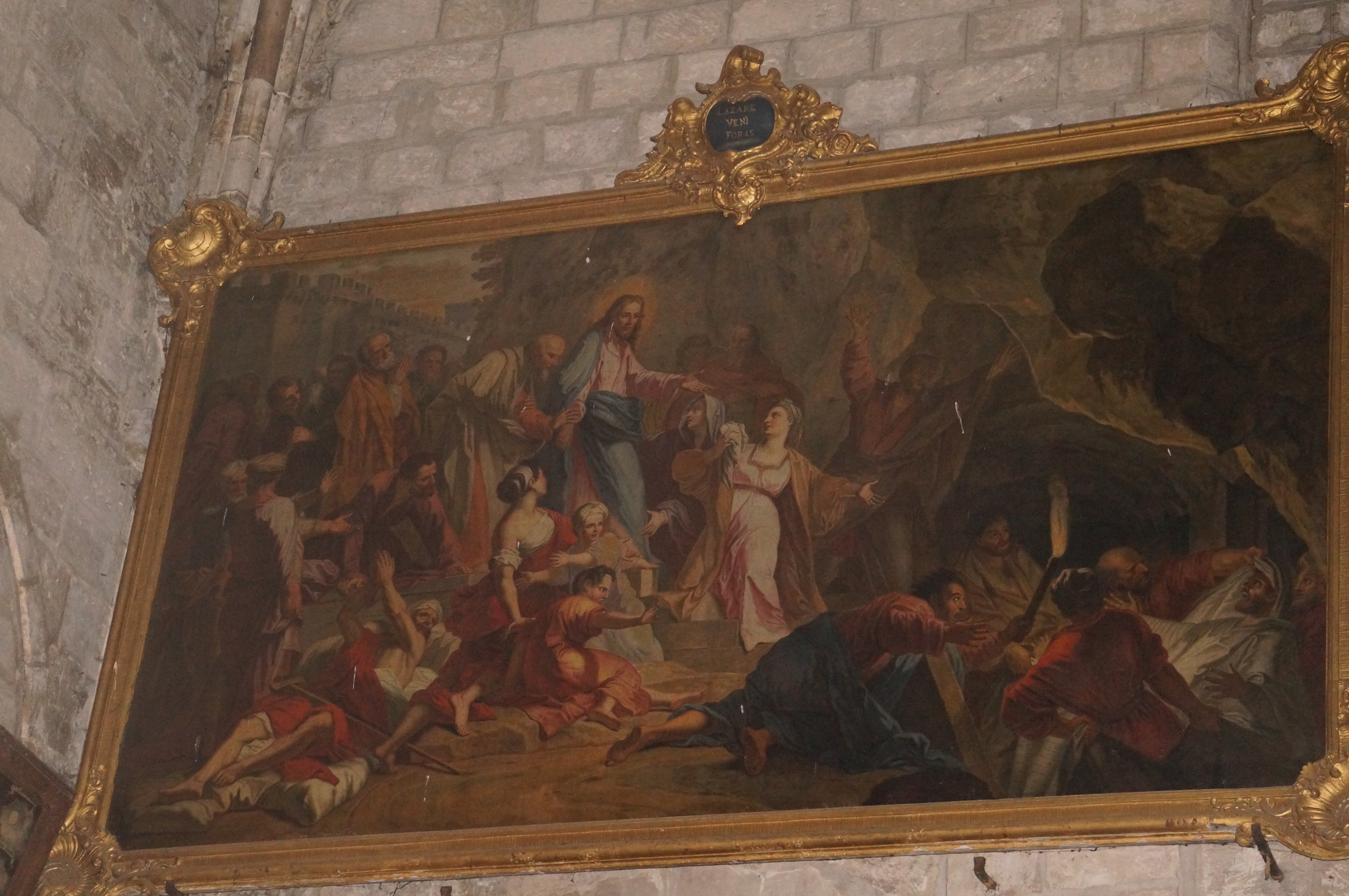
au tombeau,
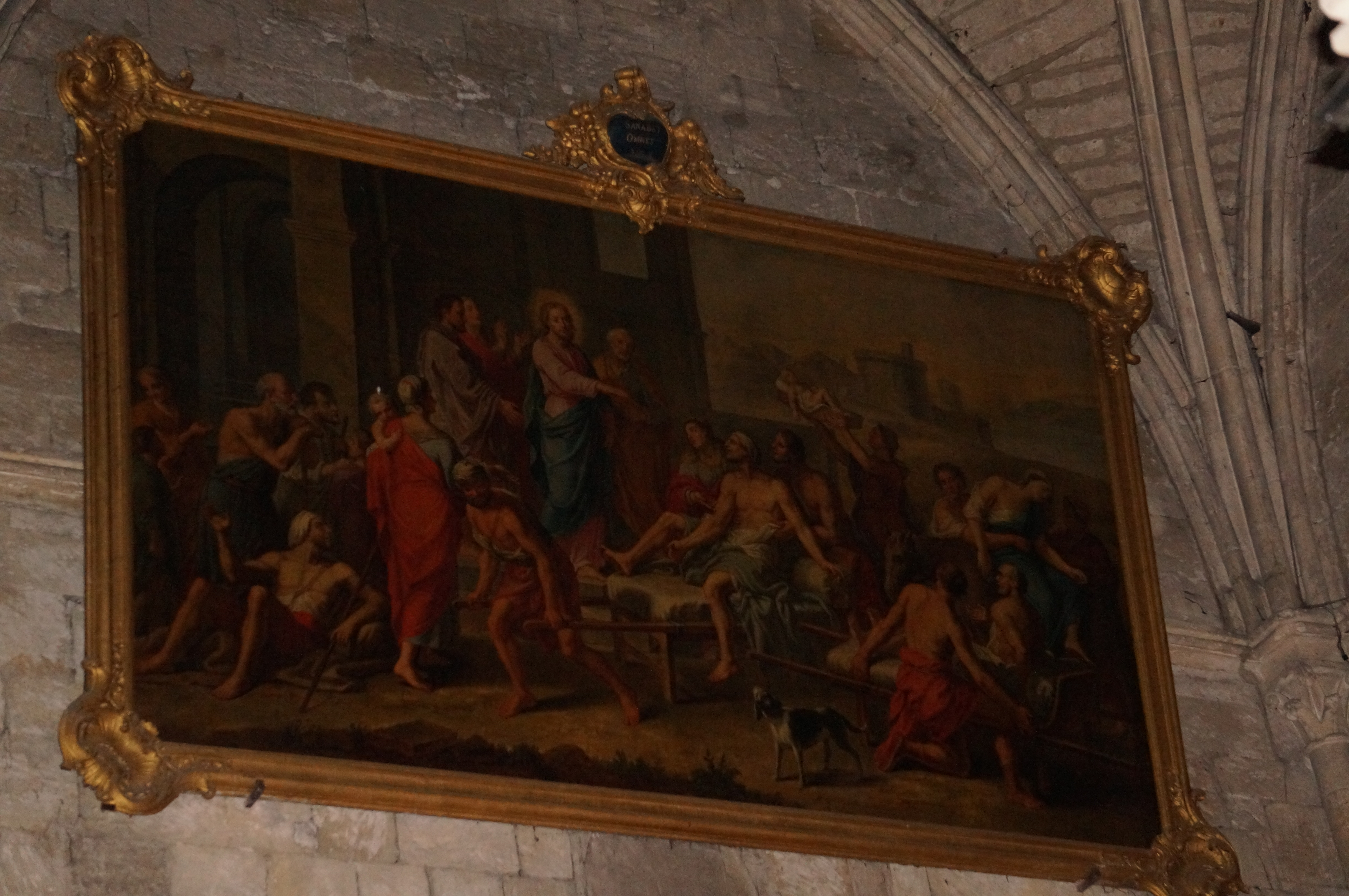
Lazare,
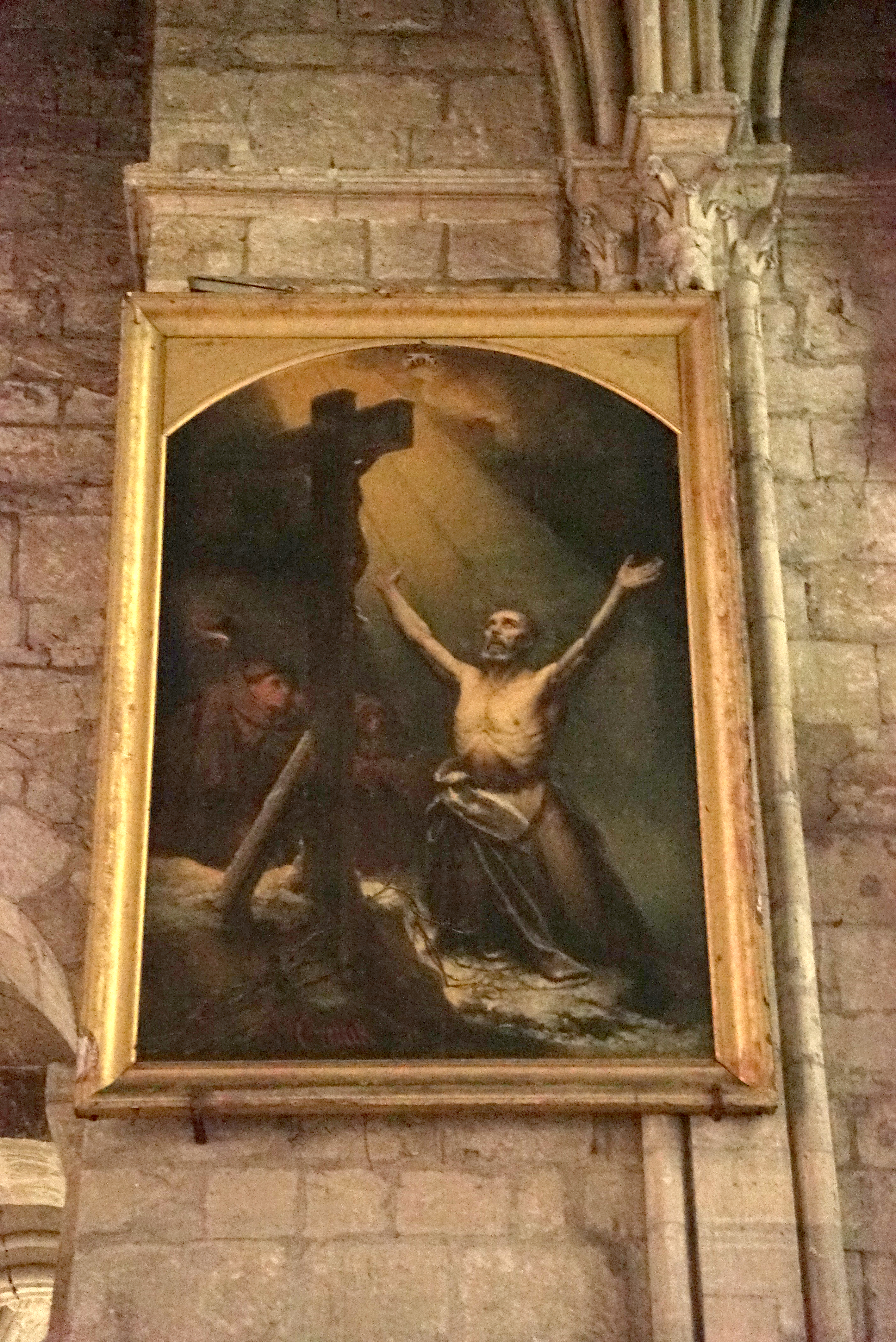
extase de st-Lambert ?

D'autres peintures du XVIIe au XIXe siècle représentent différentes scènes ou personnages bibliques : La Vierge à l'Enfant, Les Saintes Femmes au tombeau, Sainte-Madeleine en prière, La Sainte Famille, Le Christ mort entre les deux larrons avec Marie-Madeleine en larmes au pied de la croix, L'Extase de Saint-Lambert, La Rencontre d'Eliézer et Rebecca, La Cène, Un Évangéliste, Le Christ mort, L'Adoration des bergers, La Visitation, La Présentation de la Vierge au Temple, L'Immaculée Conception, La Naissance de la Vierge.

### Orgues

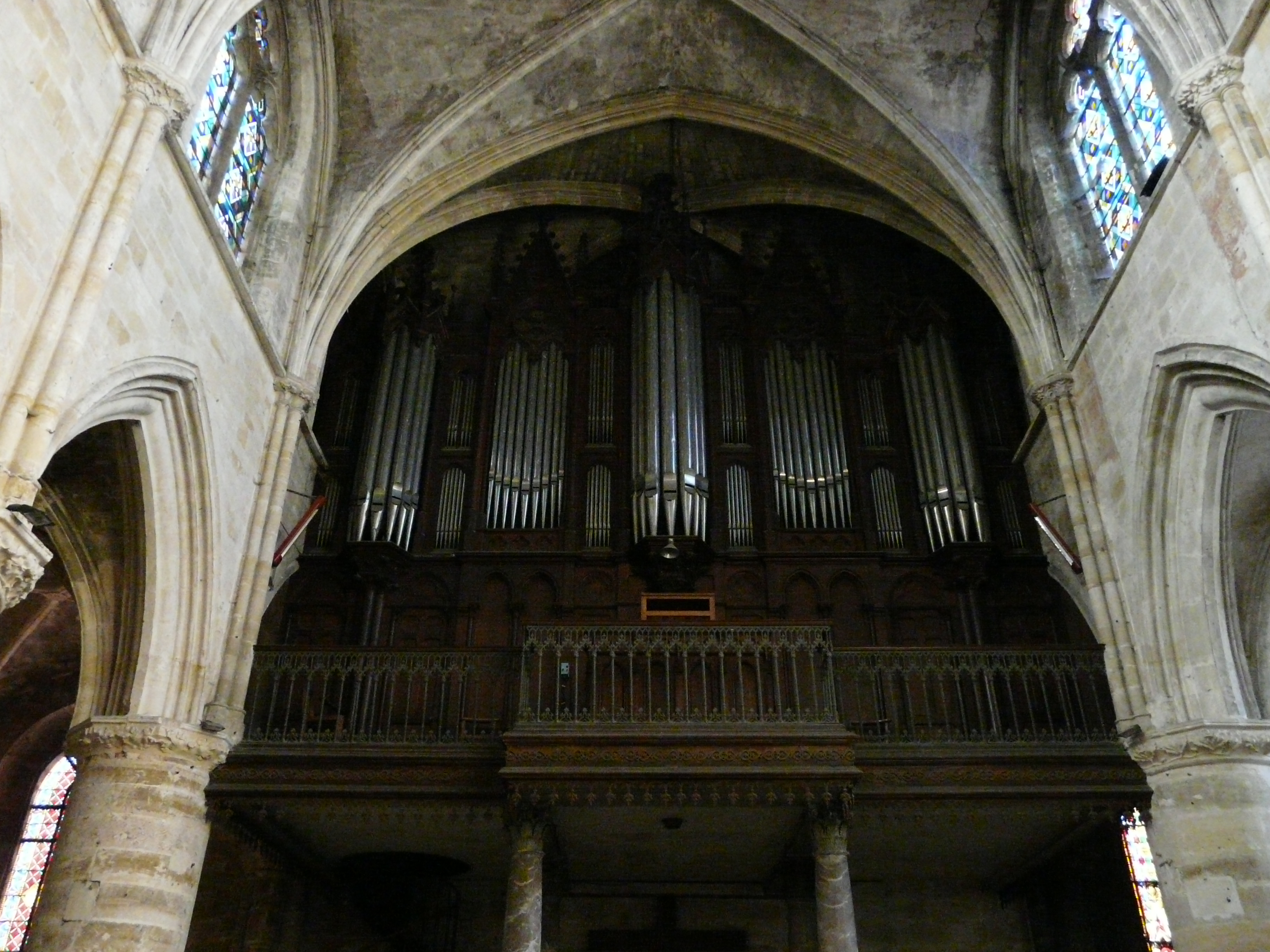
Orgue de tribune (XIXe siècle).

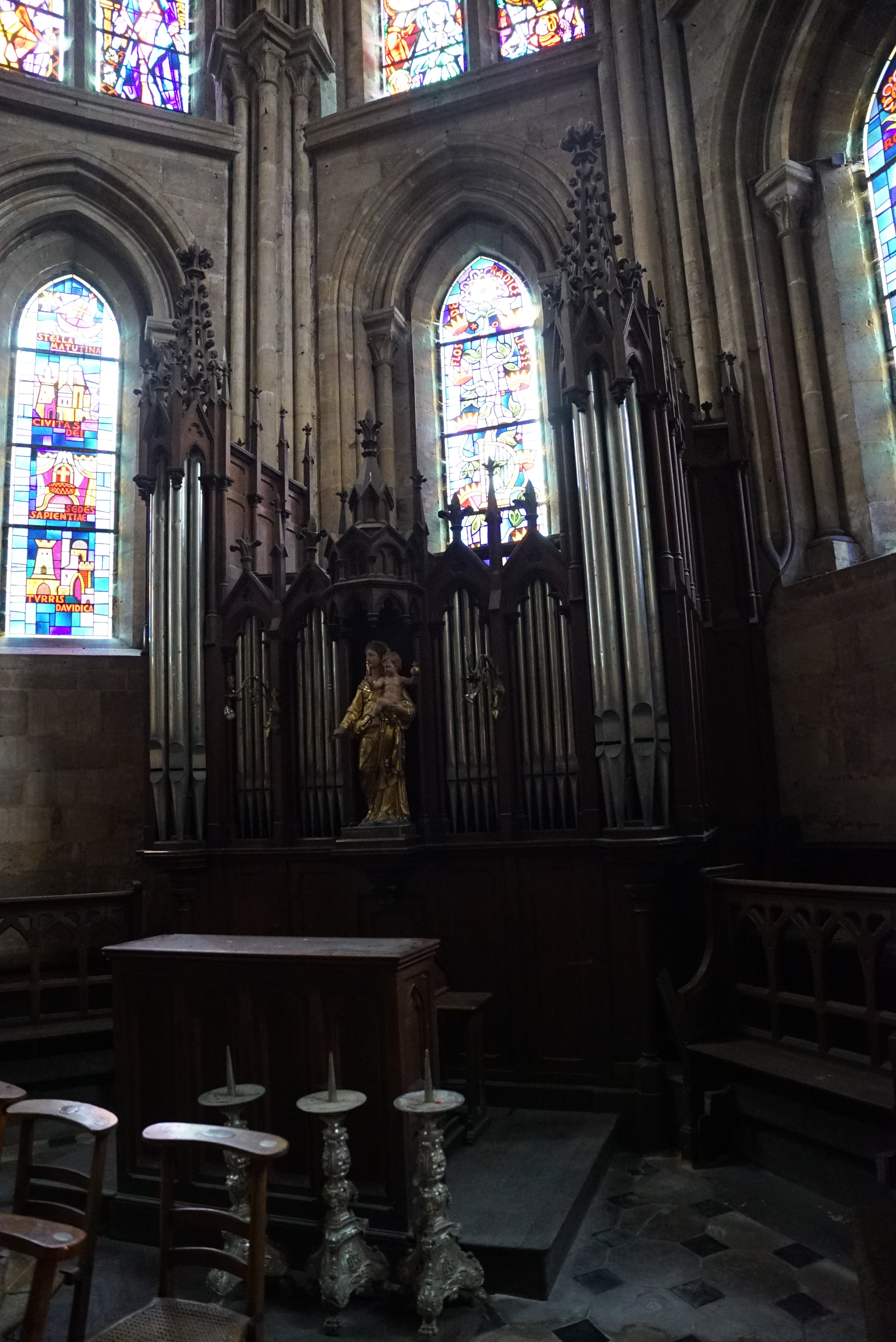
Orgue de l'abside.

Les premiers documents attestant de la présence d'un orgue dans l'église remontent à 1852, où ils mentionnent les gages de l'organiste Gilles du Paon. Des délibérations municipales parlent du vol de tuyaux par des soldats en 1635. En 1739, l'orgue est en si mauvais état qu'il ne peut plus servir. Le Conseil de Ville fait alors appel à un religieux du prieuré, Dom Thomas Mangeard, pour faire un nouvel instrument. Ce dernier survit à la Révolution et se voit réparer et améliorer en 1834 par le facteur François Didelot. En 1853, le facteur barisien Jacquet ajoute une nouvelle soufflerie et un sommier de pédale à l'instrument. En 1856, un nouvel escalier est mis en place et quatre colonnes de marbre viennent consolider la tribune.
Le grand orgue de tribune actuel, commandé à la maison parisienne Larroque, est posé en 1860. Construit par l'abbé Migne pour une somme modique, il nécessite rapidement des réparations importantes par le facteur Jacquet. L'instrument de 30 jeux répartis sur deux claviers manuels et un clavier à pédales est réceptionné le 23 juillet 1868. Malgré les aménagements, l'orgue conserve son esthétique romantique. Le 1er avril 1985, la partie instrumentale de l'orgue de tribune est classée à titre d'objet aux monuments historiques,.
Un autre petit orgue est installé à partir du XVIIIe siècle au fond de l'abside. Entre 1857 et 1858, le facteur Jacques ajoute de nouveaux jeux à l'instrument. À la suite de la pose de nouveaux vitraux dans le chœur en 1864, un nouvel orgue de chœur est installé par le même facteur. Cet orgue, encore existant aujourd'hui, est perfectionné en 1896. Le 1er avril 1985, la partie instrumentale de l'orgue de chœur est classée à titre d'objet aux monuments historiques,.